# Toyota Camry
Der Toyota Camry ist ein Pkw-Modell der Mittelklasse von Toyota. Er löste den Toyota Cressida ab, dessen Import in Europa aber erst im Herbst 1985 und in den anderen Exportmärkten erst im Herbst 1992 eingestellt wurde.
Der Name Camry gibt die englische Aussprache des japanischen Wortes „kan-muri“ wieder und bedeutet „Krone“. Toyota vollzog mit diesem Modell den Wechsel vom Heck- zum Frontantrieb in der Mittelklasse.
Die erste Generation wurde zusätzlich als Schrägheckversion (Liftback) verkauft, von der zweiten bis zur vierten Generation wurde auch ein Kombi angeboten.
In Amerika diente der Camry als Basis für den Lexus ES und in Japan als Basis für den Toyota Windom und den Toyota Vista. Holden baute ihn als Holden Apollo. Zwischen 2000 und 2023 wurde er auch von der Toyota-Konzerntochter Daihatsu als Altis produziert.

## Celica Camry (1980–1983)
In der japanischen Toyota-Fabrik in Tsutsumi lief im Herbst 1980 der erste als Toyota-Flaggschiff bezeichnete Camry vom Band. Der Wagen wurde unter der Bezeichnung Toyota Celica Camry in Asien angeboten und besaß Hinterradantrieb.
Er basierte auf dem Toyota Corona und war eine höherwertig ausgestattete Version dieses Modells. Als Toyota Vista wurde er ab 1982 über ein eigenes Toyota-Vista-Händlernetz angeboten.

## Camry (V10, 1983–1986)

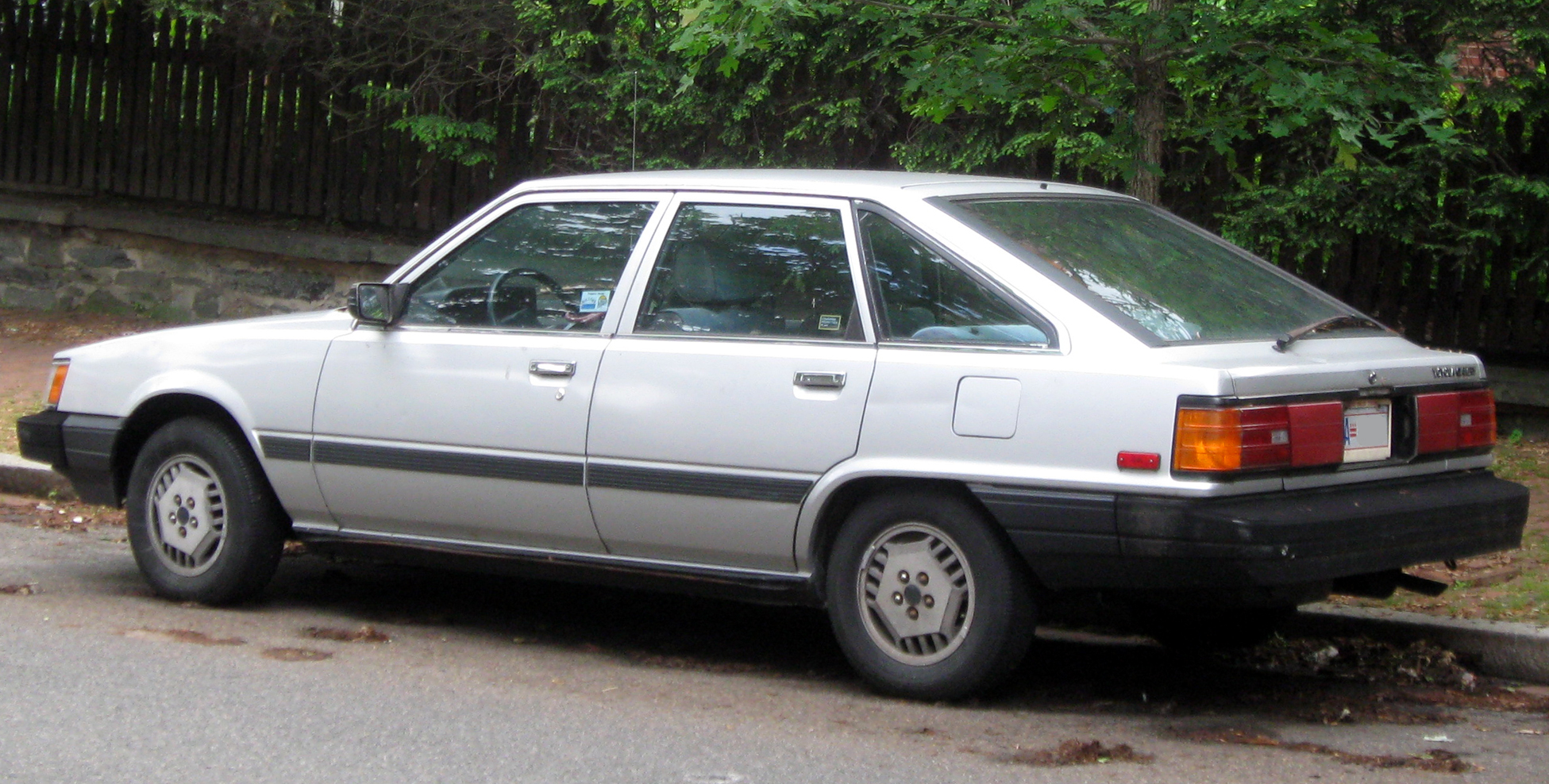
Toyota Camry Schrägheck (1983–1986)

Anfang 1983 erschien der Toyota Camry dann als eigenständige Modellreihe mit Quermotor und Frontantrieb.
Er wurde ab Januar 1983 als viertürige Limousine und als fünftüriges Schrägheck (Liftback) produziert und auch in Deutschland zusätzlich zum Toyota Cressida angeboten. Die Karosserieform folgte dem Zeitgeschmack der 1980er-Jahre und kann als eckig oder kastenförmig bezeichnet werden.
Angeboten wurde ein Reihen-Vierzylindermotor mit obenliegender Nockenwelle (Doppelfallstromregistervergaser) und einem Hubraum von 1832 cm³. Er leistete 66 kW (90 PS). Das Fahrzeug war 4415 mm lang, 1690 mm breit und 1395 mm hoch (Liftback 1370 mm) und wog leer 1035 (Limousine) oder 1055 kg (Liftback). Ab Sommer 1984 wurden auch GLi-Modelle mit einem Zweilitermotor angeboten.

## Camry (CV20/SV21/VZV21, 1986–1991)
Der Camry der zweiten Generation führte die werksinternen Bezeichnungen CV20, SV 21 und VZV 21 und kam im Herbst 1986 auf den Markt. Angeboten wurde er wieder als viertürige Stufenhecklimousine, eine Schrägheckvariante (Liftback) gab es jedoch nicht mehr. Als Ersatz dafür erschien erstmals ein Kombi im Programm.
In Europa ersetzte der Camry den seit Herbst 1985 dort nicht mehr erhältlichen Toyota Cressida, während es in Nordamerika parallel zu diesem angeboten wurde.
Die Karosserieform war geglättet worden und rundlicher. Der Luftwiderstandsbeiwert (cw-Wert) erreichte die Größe 0,35. Die Limousine hatte eine Länge von 4500 mm, eine Breite von 1712 mm und eine Höhe von 1365 mm, der Kombi hatte die Abmessungen 4625 mm / 1712 mm / 1375 mm. Der Wagen wurde als GLi mit Katalysator und 1984 cm³ Hubraum mit einer Leistung von 89 kW (121 PS) – anfänglich auch ohne Katalysator mit 94 kW (128 PS), XL Turbo-Diesel mit 1981 cm³ Hubraum und 62 kW (84 PS) sowie als V6 GXi Kat mit 2490 cm³ Hubraum und 118 kW (161 PS) angeboten.
In Nordamerika war auch dieser Camry sehr erfolgreich und stellte die Basis für den ab Ende 1989 angebotenen Lexus ES. Ebenso war er auch die Basis für den ab Ende 1989 angebotenen Holden Apollo.
In Deutschland konnten nur etwa 3000 Fahrzeuge dieser Modellgeneration abgesetzt werden, davon entfielen etwa 60 Prozent auf die Kombiversion. In Österreich wurde die 121 PS leistende Limousine auch mit Allradantrieb angeboten. Auch in der Schweiz war der Kombi (oder Sportswagon wie er in der Schweiz genannt wurde) mit Allradantrieb und einer Leistung von 117 PS erhältlich.
Werksseitig wurden die Typen 466 (Limousine geschlossen; Ausführungen 001/9, 002/0, 003/2, 004/4, 005/6 und 006/8) sowie 469 (Kombi geschlossen; Ausführungen 001/2, 002/4, 003/6) mit einem geregelten Katalysator ausgerüstet, aber am Tage ihrer Erstzulassung noch nicht entsprechend in den Fahrzeugpapieren gekennzeichnet, da der Schlüssel OTTO/GKAT Schl.-Nr. 51 in die Liste der Antriebsarten noch nicht aufgenommen war. Eine entsprechende Umtragung bewirkte die Einstufung in eine günstigere Steuerklasse der Kraftfahrzeugsteuer.

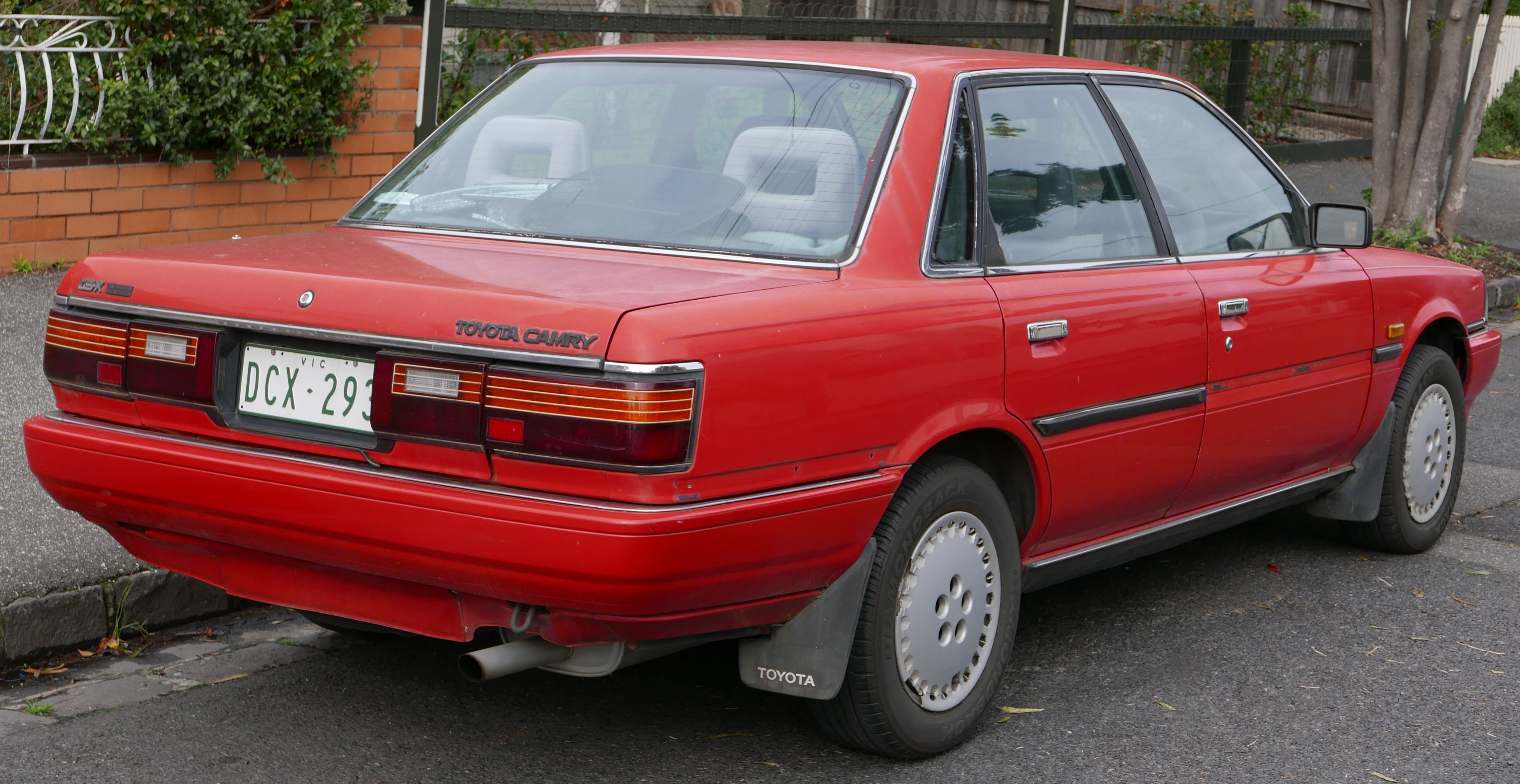
Heckansicht
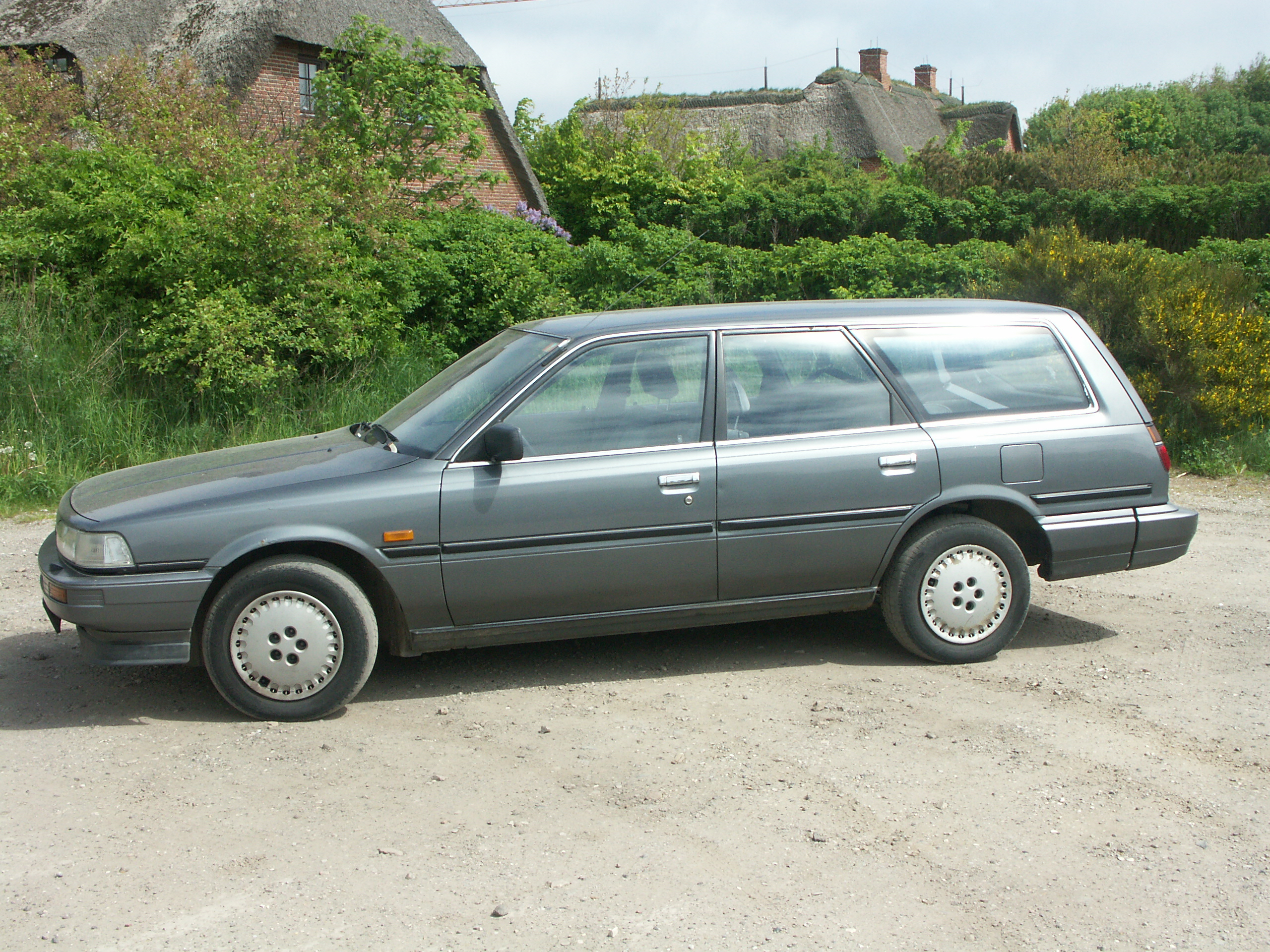
Toyota Camry Kombi (1986–1991)
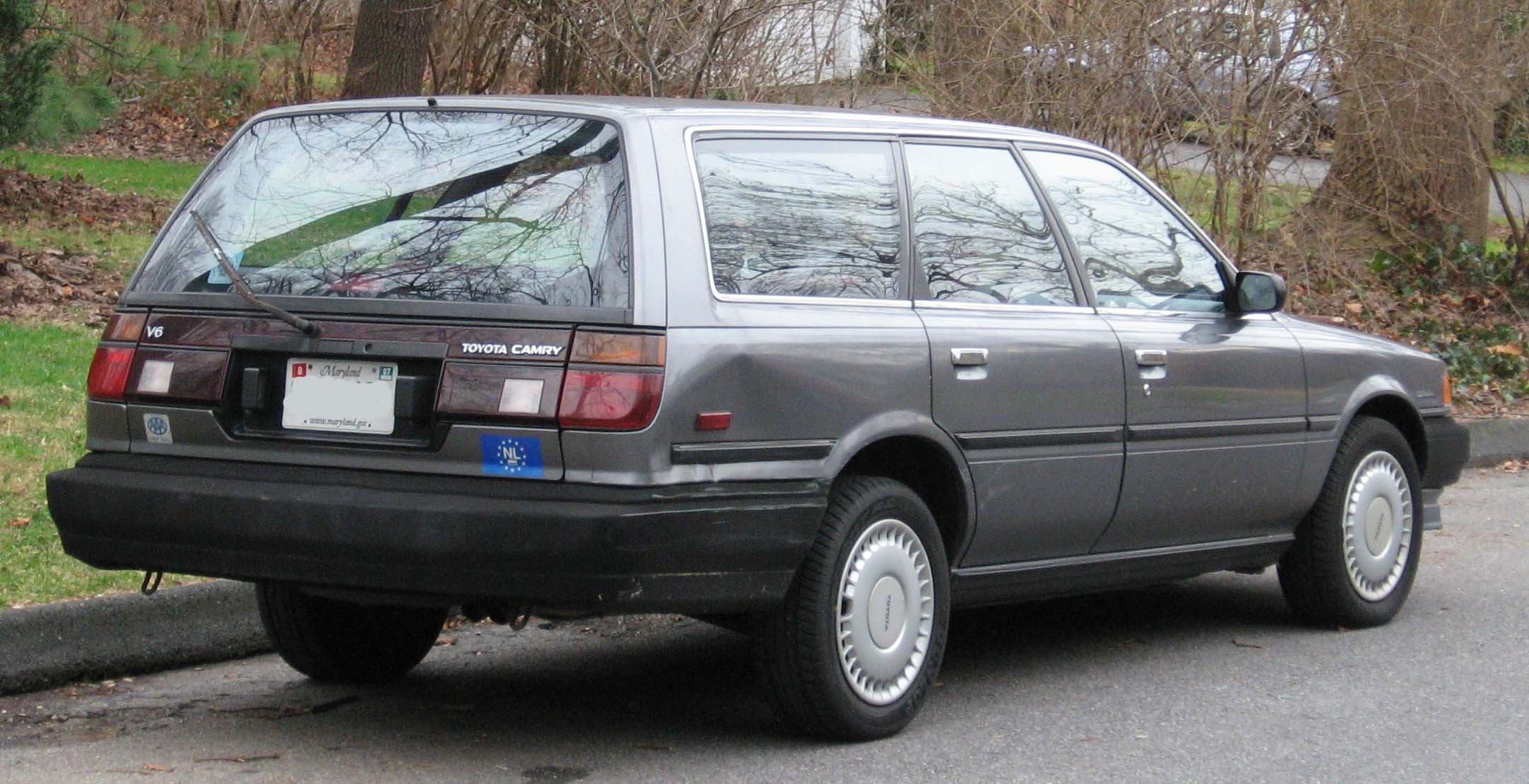
Heckansicht

## Camry (SXV10/VCV10, 1991–1996)
Der vollständig neu entwickelte Camry der dritten Generation wurde im August 1991 vorgestellt, wobei der Verkaufsstart Ende September erfolgte. Die Modellreihe lief unter der werksinternen Bezeichnung SXV10 bzw. VCV10. Die in Nordamerika produzierte Kombiversion wurde in Deutschland ab Juni 1992 ausgeliefert. Die von 1994 bis 1996 gebaute Coupé-Variante wurde auf dem europäischen Markt offiziell nicht angeboten.
Aufgrund gegenüber dem Vorgänger vergrößerter Außenabmessungen stand auch im Innenraum mehr Platz zur Verfügung. Die viertürige Limousine hatte eine Länge von 4725 mm, eine Breite von 1770 mm und eine Höhe von 1415 mm. Das Leergewicht betrug je nach Ausstattung 1355 bis 1415 kg. Der Camry wurde in den Versionen 2,2 GL und als 3,0 V6 GX angeboten.
Die neue Karosserie war runder und stromlinienförmiger als die des Vorgängers. Das Kofferraumvolumen betrug 517 Liter. Der Luftwiderstandsbeiwert wurde mit 0,31 angegeben. Die Karosserieform ähnelte jener der Lexus-Modelle. Die Ausstattung war im Vergleich zur deutschen Konkurrenz bereits ab Werk sehr reichhaltig. Die Heckscheibe des Kombi mit zwei verbauten Scheibenwischern gilt bis heute als einzigartig. Für den Kombi wurde auch eine dritte Sitzreihe angeboten.
Als erstes Fahrzeug der oberen Mittelklasse verfügte der Wagen serienmäßig über einen Airbag, über ein elektronisches Vier-Sensoren-Antiblockiersystem sowie über einen Seitenaufprallschutz in den Türen.
Die neuen Motoren (5S-FE mit 2164 cm³ und 136 PS bzw. 3VZ-FE mit 2958 cm³ (V6) und 188 PS) hatten größere Hubräume mit mehr Elastizität und Leistung. Eine Dieselvariante wurde nicht mehr angeboten.
In Japan wurde diese Generation als Toyota Scepter bezeichnet. In Australien war er ab 1993 der Nachfolger des Toyota Cressida und wurde bis 1997 als Toyota Vienta angeboten.

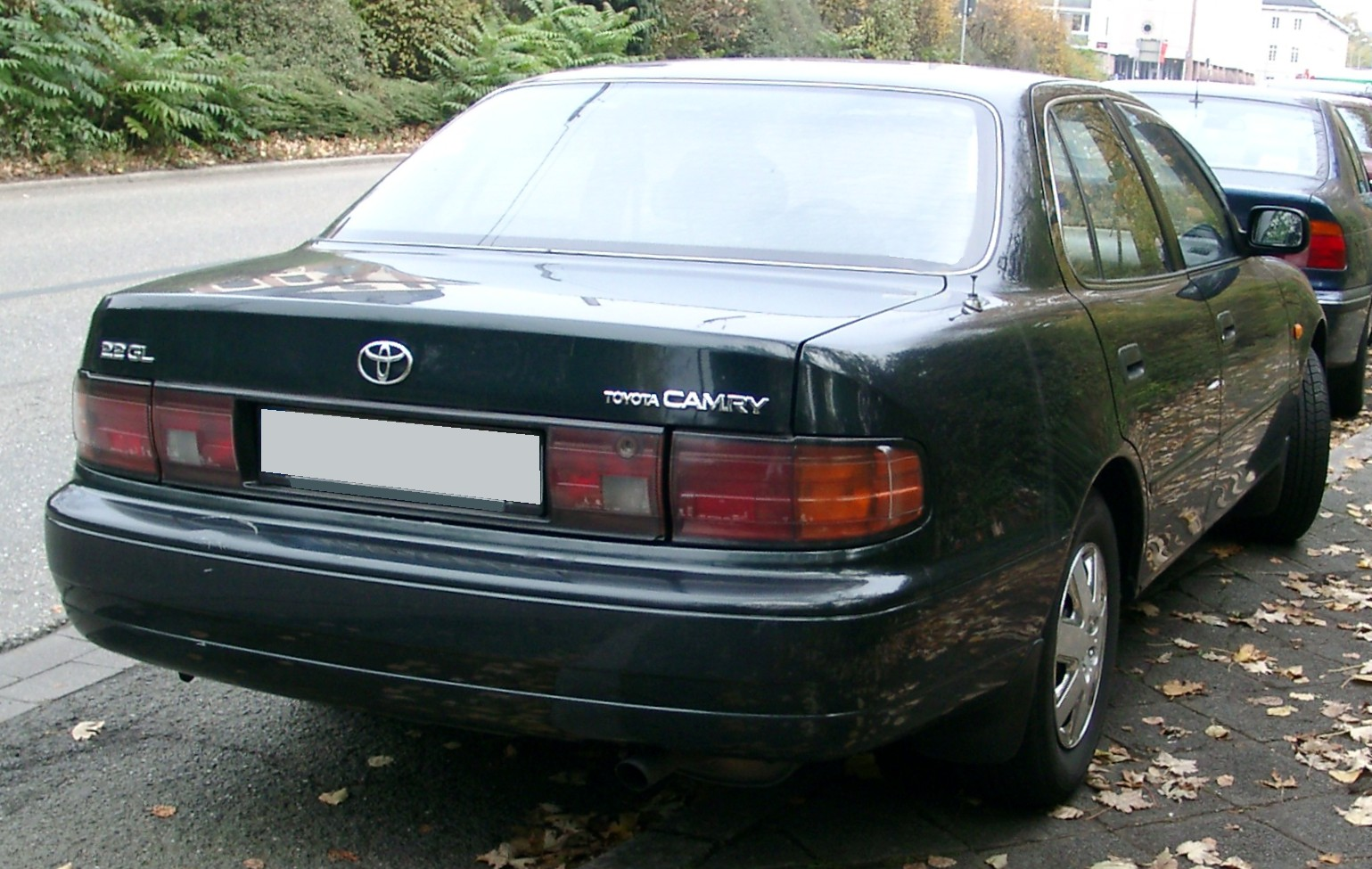
Heckansicht
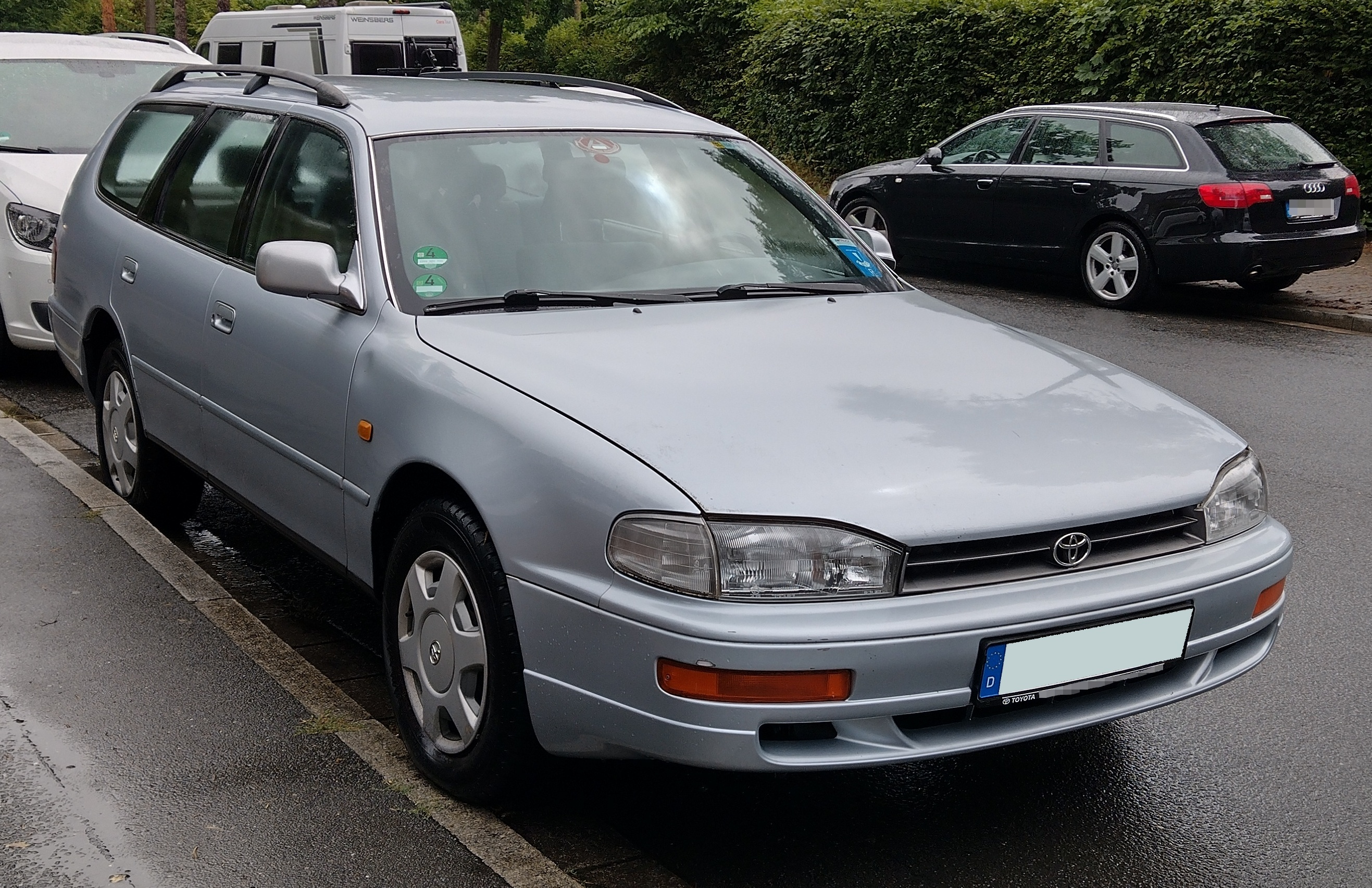
Toyota Camry Kombi (1992–1996)
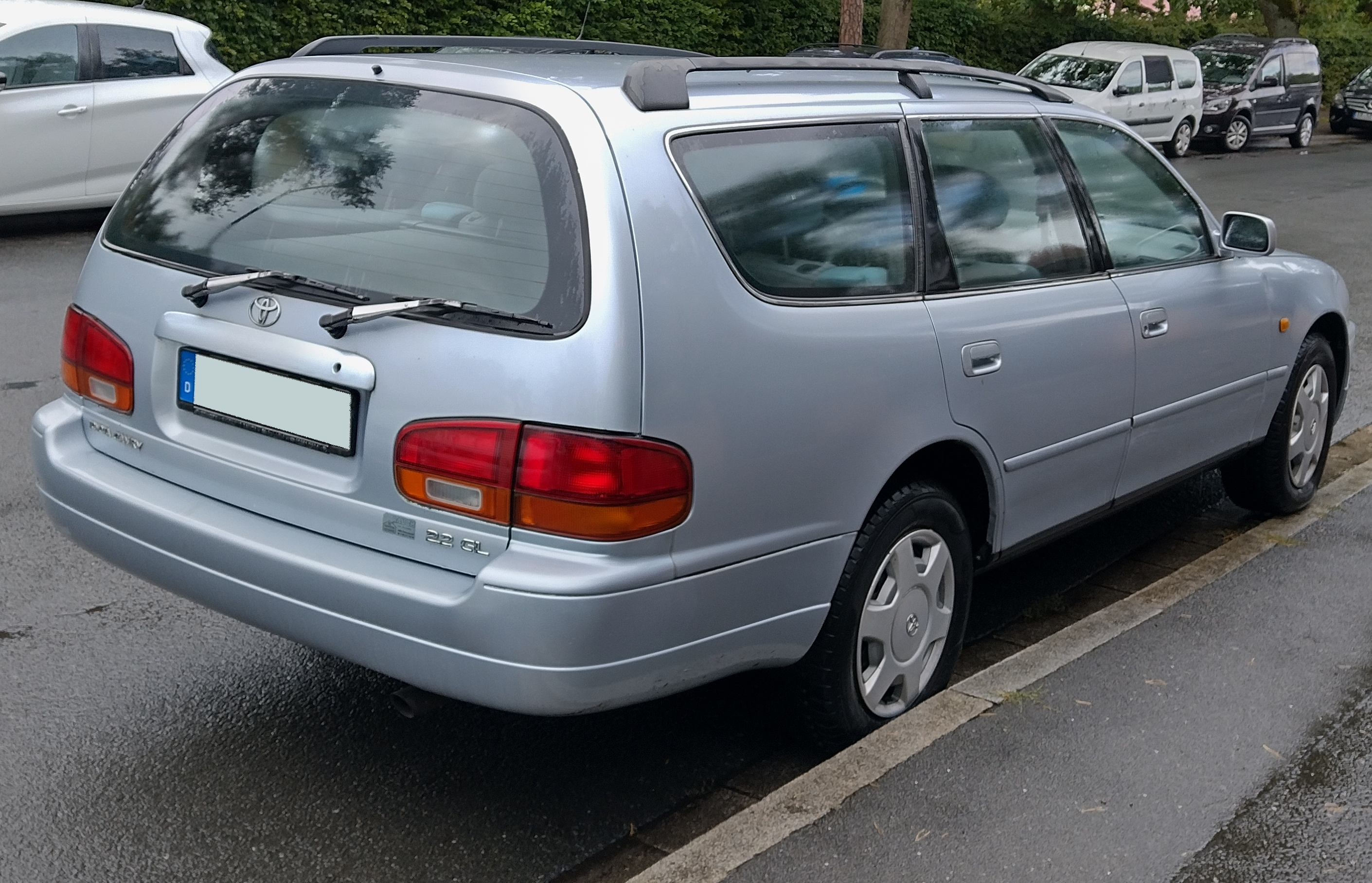
Heckansicht
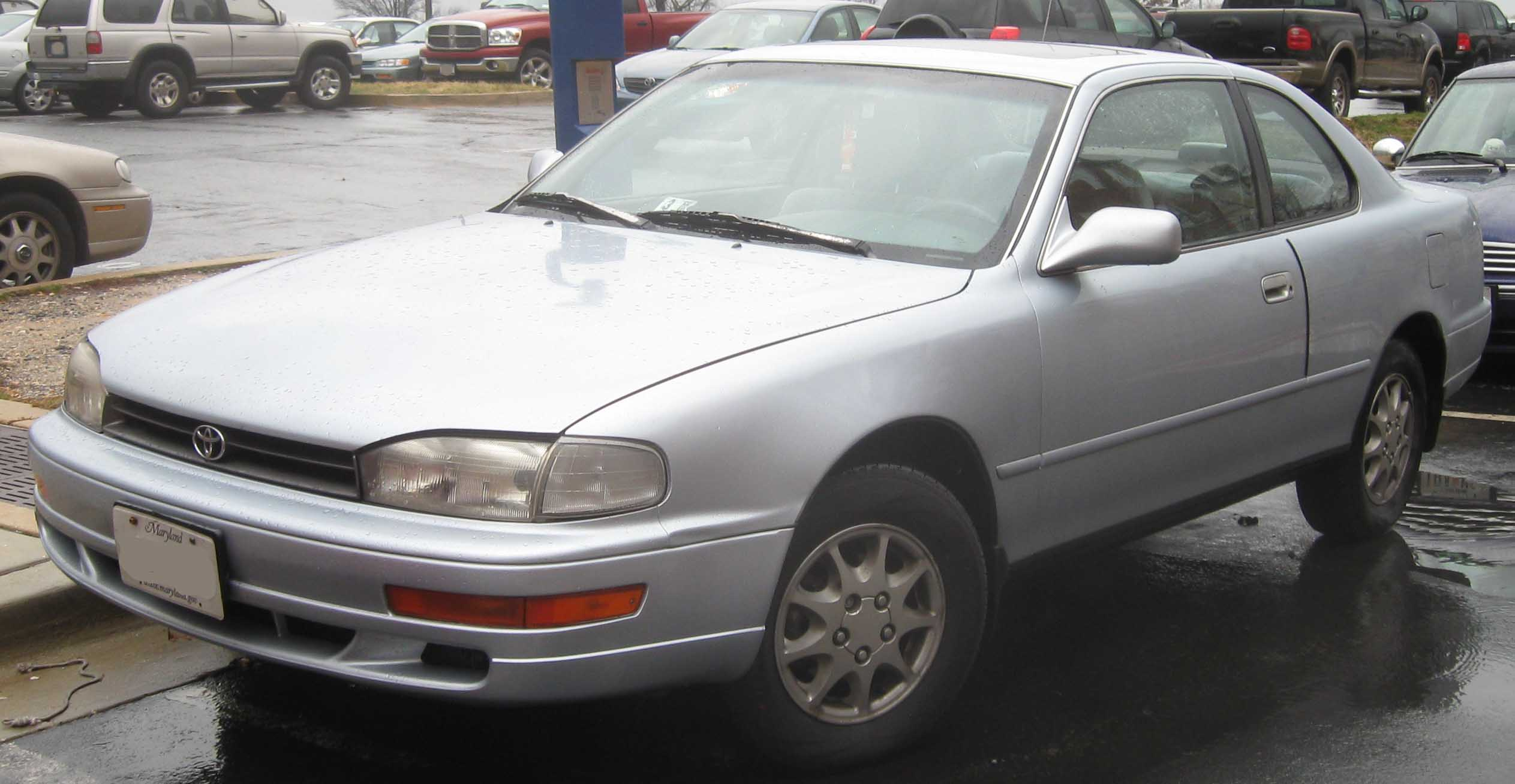
Toyota Camry Coupé (1994–1996)

## Camry (XV20, 1996–2001)
Dieser Camry war eine Weiterentwicklung der dritten Generation und wurde ab August 1996 hergestellt. Der Mitte 1997 vorgestellte Kombi wurde nur noch in Japan unter der Bezeichnung Toyota Camry Gracia angeboten.
Die Karosserieform wurde weniger rundlich und leicht keilförmig. Der Luftwiderstandsbeiwert wurde wieder mit 0,31 angegeben. Der im V6-Vorgängermodell verwendete 3VZ-FE-Motor wurde durch den Motortyp 1MZ-FE mit leicht erhöhtem Hubraum (2995 statt 2958 cm³) ersetzt, der nunmehr 140 kW statt 138 kW (190 PS statt 188 PS) leistete. Der 2,2-l-Vierzylindermotor 5S-FE wurde mit geringfügig reduzierter Leistung 96 kW statt zuvor 100 kW (131 PS statt zuvor 136 PS) angeboten, erreichte nun aber wie der V6 die Abgasnorm Euro 2.
Ein verlängerter Radstand führte zu mehr Beinfreiheit im Innenraum, Breite und Höhe wuchsen geringfügig. Die Ausstattung wurde verbessert. Im Innenraum wurden weichere Materialien verwendet. Serienmäßig war in allen Modellen eine Klimaautomatik, auch ein Beifahrerairbag war nun vorhanden. Für den Radioeinbau war ein Doppel-DIN-Schacht vorhanden, in den werksseitig wahlweise ein DIN-Radio und ein Platzhalter oder ein DIN-Radio und ein darunterliegender CD-Player im DIN-Format eingebaut wurden. In die Vordersitzlehnen integrierte Seitenairbags wurden ab etwa Juli 1998 serienmäßig.
Zur IAA 1997 kam ein sportlich orientiertes S-Modell auf den Markt. Dieses unterschied sich durch eine um drei Zentimeter tiefergelegte Karosserie, 17-Zoll-Leichtmetallräder mit Niederquerschnittsbereifung, Front- und Heckschürzen sowie einem anderen Kühlergrill vom Serienmodell. Die Innenausstattung des S-Modells wies jedoch keine Unterschiede auf.

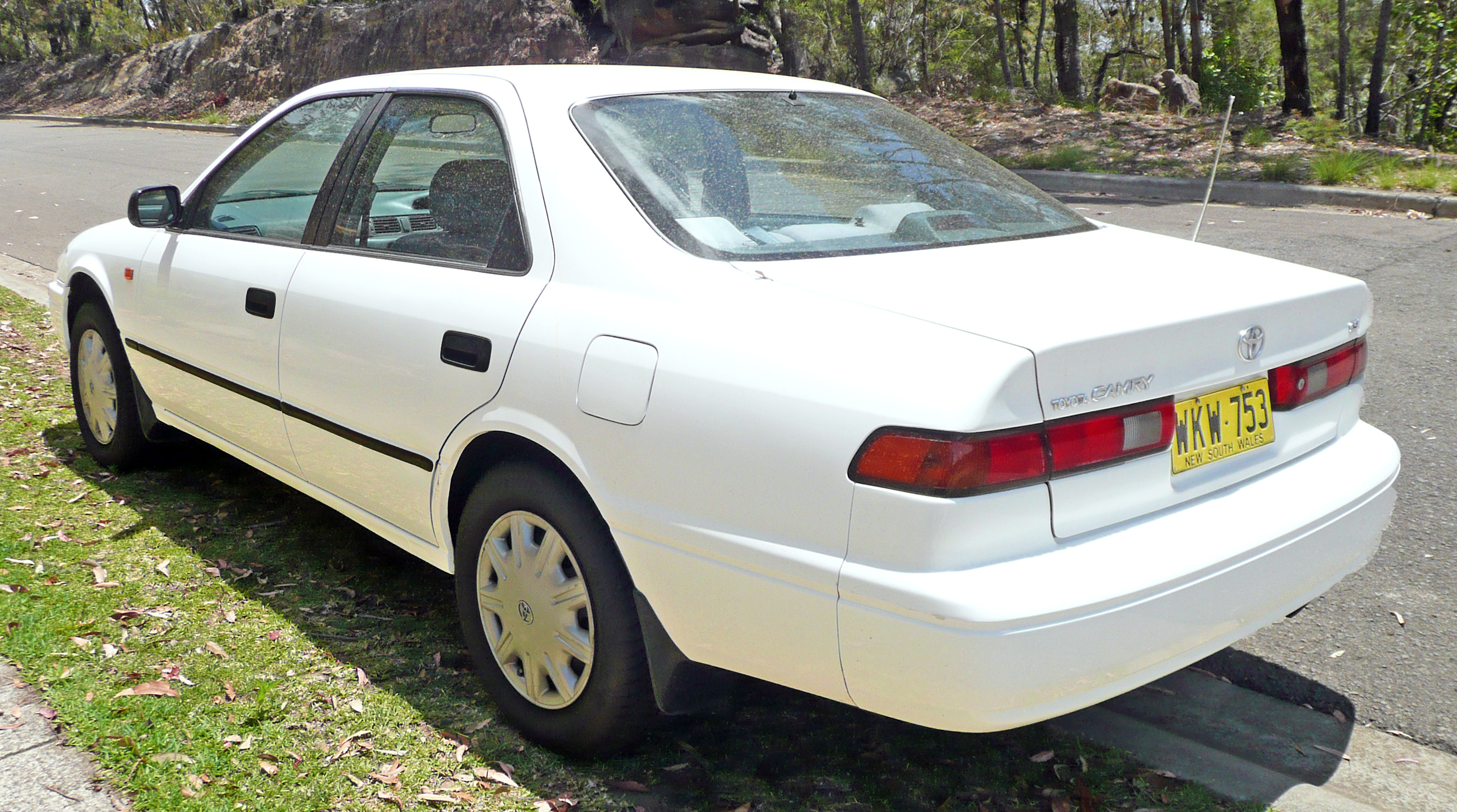
Heckansicht
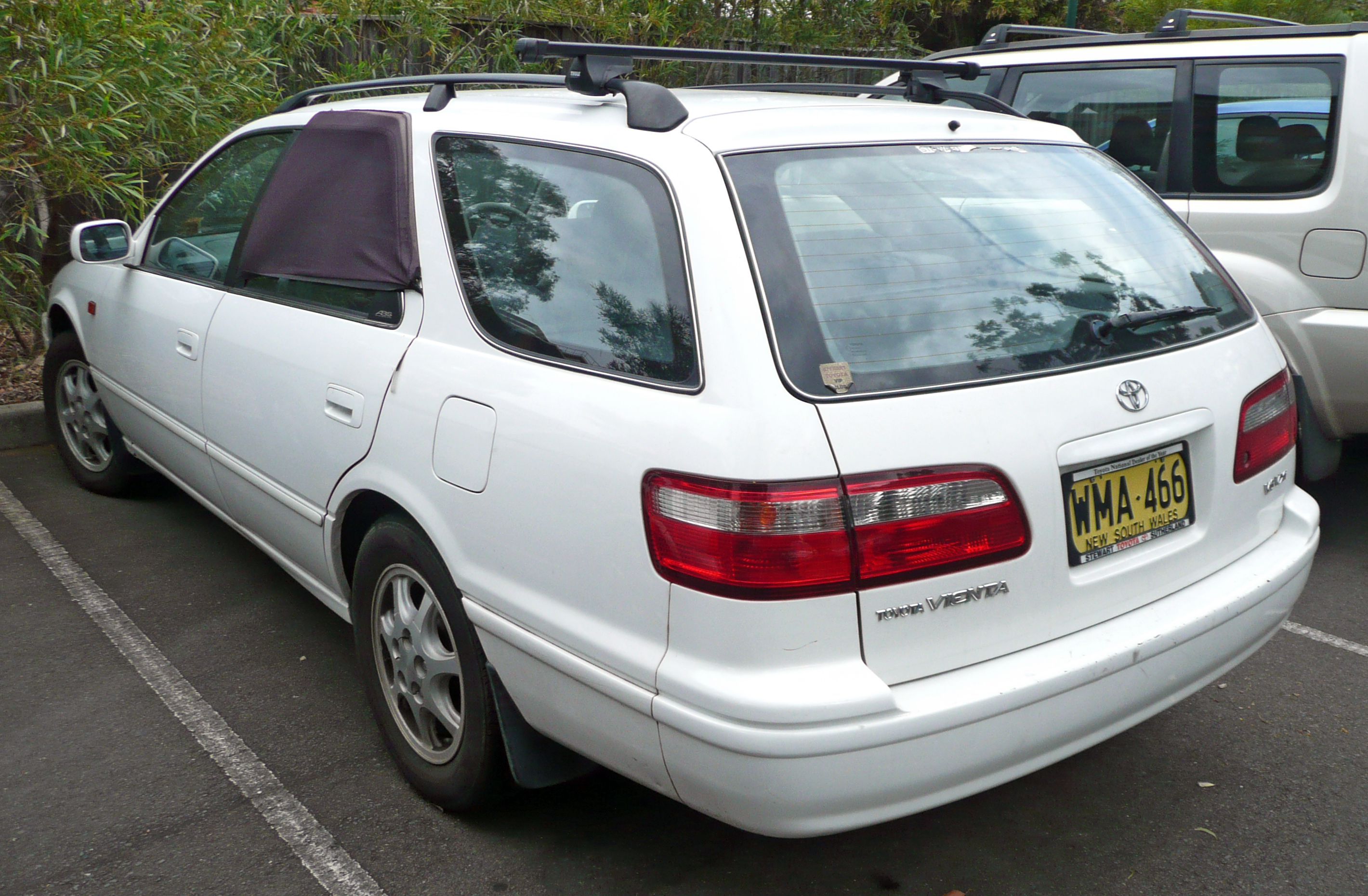
Toyota Camry Gracia (1997–2000)

Im April 2000 gab es eine Modellpflege. Dabei wurden die Frontscheinwerfer (jetzt unter Klarglas) sowie die Heckleuchten vergrößert, während Stoßfänger und Grill geringfügig modifiziert wurden. In Verbindung mit dem V6-Motor war nun eine Antriebsschlupfregelung serienmäßig und beim 2,2-Liter-Motor ein Tempomat. Die Leistung des V6 wurde leicht auf 135 kW (184 PS), die des 2,2-Liter-Vierzylinders auf 93 kW (126 PS) reduziert. Dafür erreichten die Modelle nun die Euro-3-Abgasnorm.
Diesen Camry gab es in zwei verschiedenen Motorvarianten:
- 2,2 Liter Hubraum mit 96 kW (131 PS) Modellreihe Serie SXV 20, 5S-FE-Motor, 08.1996–04.2000
- 2,2 Liter Hubraum mit 93 kW (126 PS) Modellreihe Serie SXV 20, 5S-FE-Motor, 04.2000–09.2001
- 3,0 Liter Hubraum, V6 mit 140 kW (190 PS) Modellreihe Serie MCV 20, 1MZ-FE-Motor, 08.1996–04.2000
- 3,0 Liter Hubraum, V6 mit 135 kW (184 PS) Modellreihe Serie MCV 20, 1MZ-FE-Motor, 04.2000–09.2001

Der 3,0 V6 war nur mit Automatikgetriebe erhältlich (vier Stufen), die Vierzylinderversion wurde wahlweise mit einem manuell zu schaltenden Fünfganggetriebe oder mit Automatik angeboten. Bei beiden Varianten handelte es sich um ein und dasselbe Automatikgetriebe, das jeweils unterschiedlich auf die Motoren abgestimmt worden war.

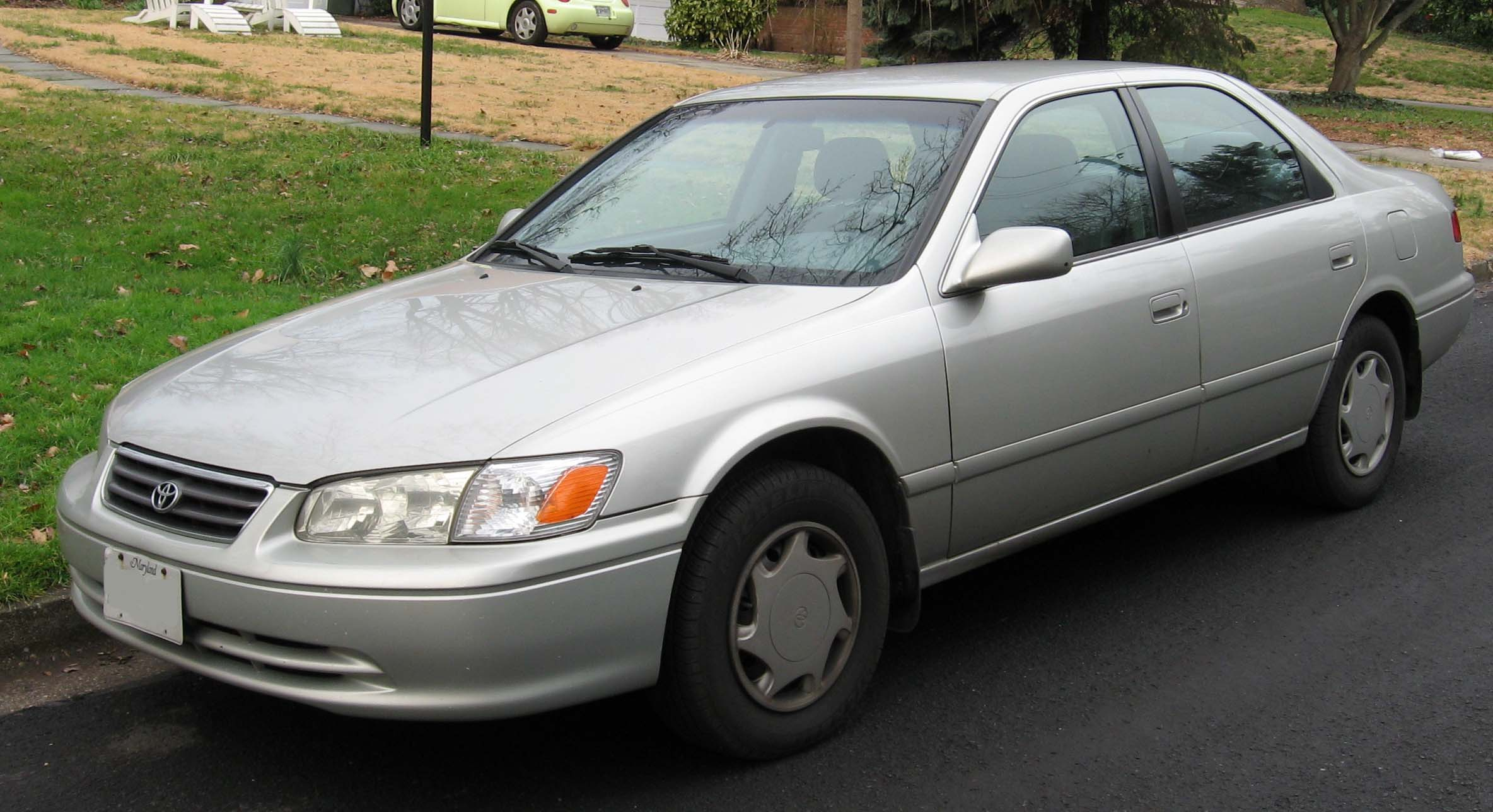
Toyota Camry (2000–2001)
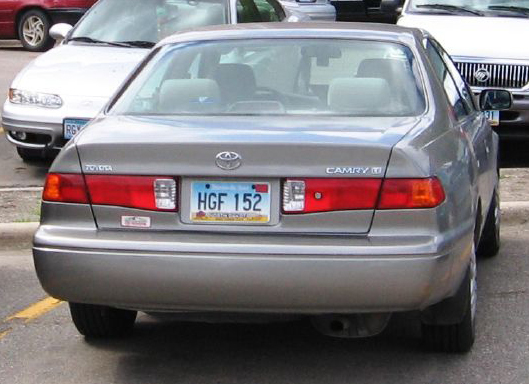
Heckansicht
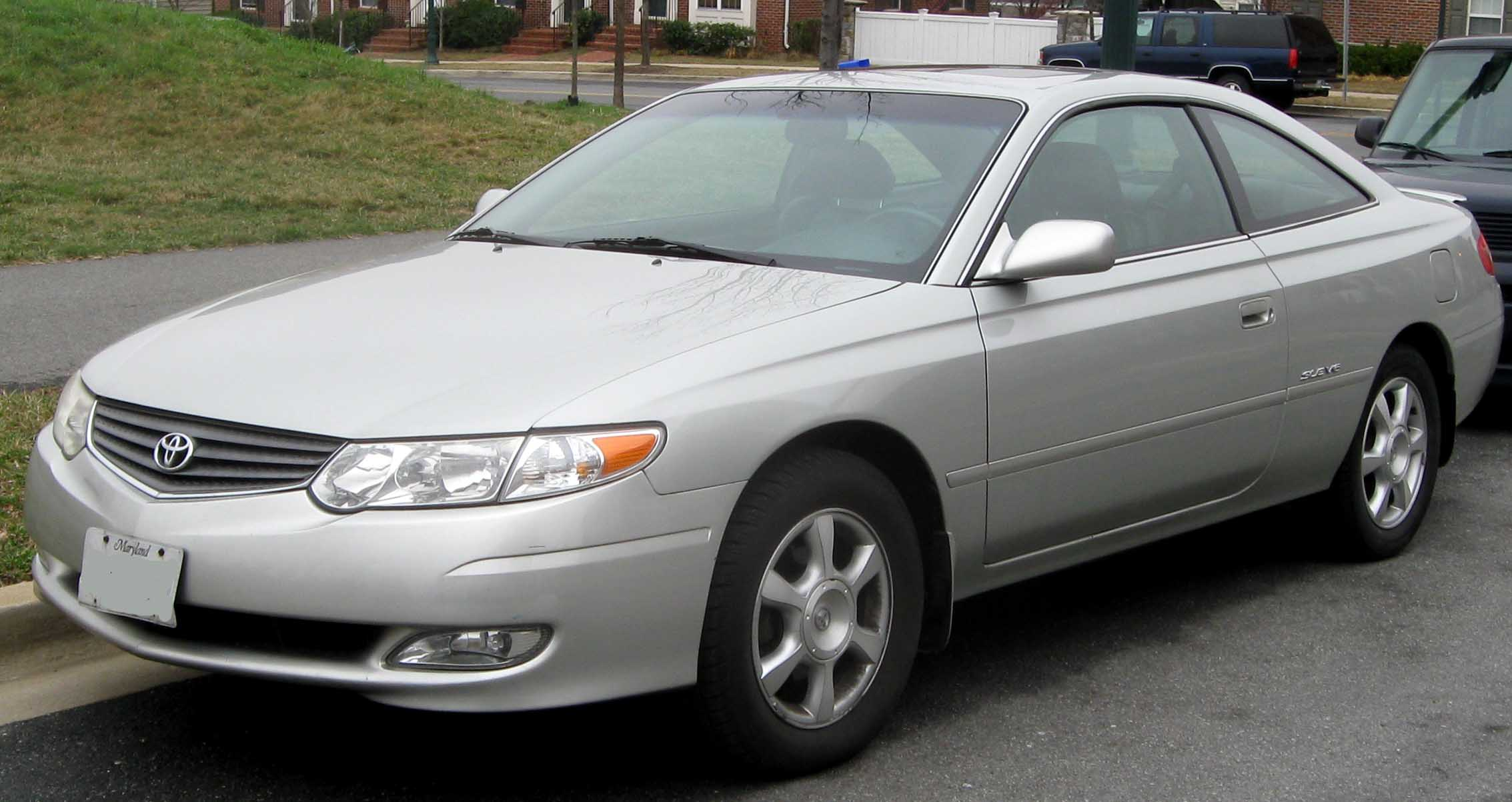
Coupé-Version für die USA: Camry Solara

In den USA wurden von Herbst 1998 und Ende 2003 zusätzlich ein Coupé sowie ein Cabriolet dieser Generation unter dem Namen Toyota Camry Solara hergestellt.
Seit Frühjahr 2000 wurde in Japan ein baugleiches Fahrzeug der Limousine auch als Daihatsu Altis verkauft und meist zeitgleich mit dem Camry durch ein neues Modell abgelöst.

### Technische Daten
- Abmessungen: Länge 4765 mm, Breite 1785 mm, Höhe 1430 mm
- Radstand: 2670 mm
- Wendekreis: 11,8 m
- Kofferraum: 520 Liter
- Leergewicht: 1460 bis 1480 kg
- Beschleunigung 0 bis 100 km/h: 10,4s (2.2 Schaltgetriebe) / 11,7s (2.2 Automatik) / 9s (3.0 Automatik)
- Verbrauch: 9,0 (2.2 Schaltgetriebe) / 9,8 (2.2 Automatik) / 11,6 (3.0 Automatik) Liter Superbenzin
- Höchstgeschwindigkeit: 200 (2.2 Schaltgetriebe) / 195 (2.2 Automatik) / 220 (3.0 Automatik) km/h
- Tankinhalt: 70 Liter

## Camry (XV30, 2001–2006)
Der Camry der fünften Generation wurde auf der Frankfurter Internationalen Automobil-Ausstellung (IAA) im September 2001 vorgestellt.
Die Karosserie hatte eine ausgeprägte Keilform mit flacher C-Säule und dem „Familiengesicht“ der anderen Toyotamodelle. Der Luftwiderstandsbeiwert konnte durch die strömungsgünstige Karosserie auf den Wert 0,28 gesenkt werden. Die neue Plattform, die einen 50 Millimeter längeren Radstand ermöglichte, brachte mehr Platz im Innenraum. Die Beinfreiheit wuchs um 40 Millimeter vorn und hinten, Die Kopf- und Schulterfreiheit um 20 Millimeter. Die Außenabmessungen stiegen in der Länge um 15 Millimeter, in der Breite um 10 Millimeter und in der Höhe um 70 Millimeter. Das Kofferraumvolumen wuchs auf 587 Liter.

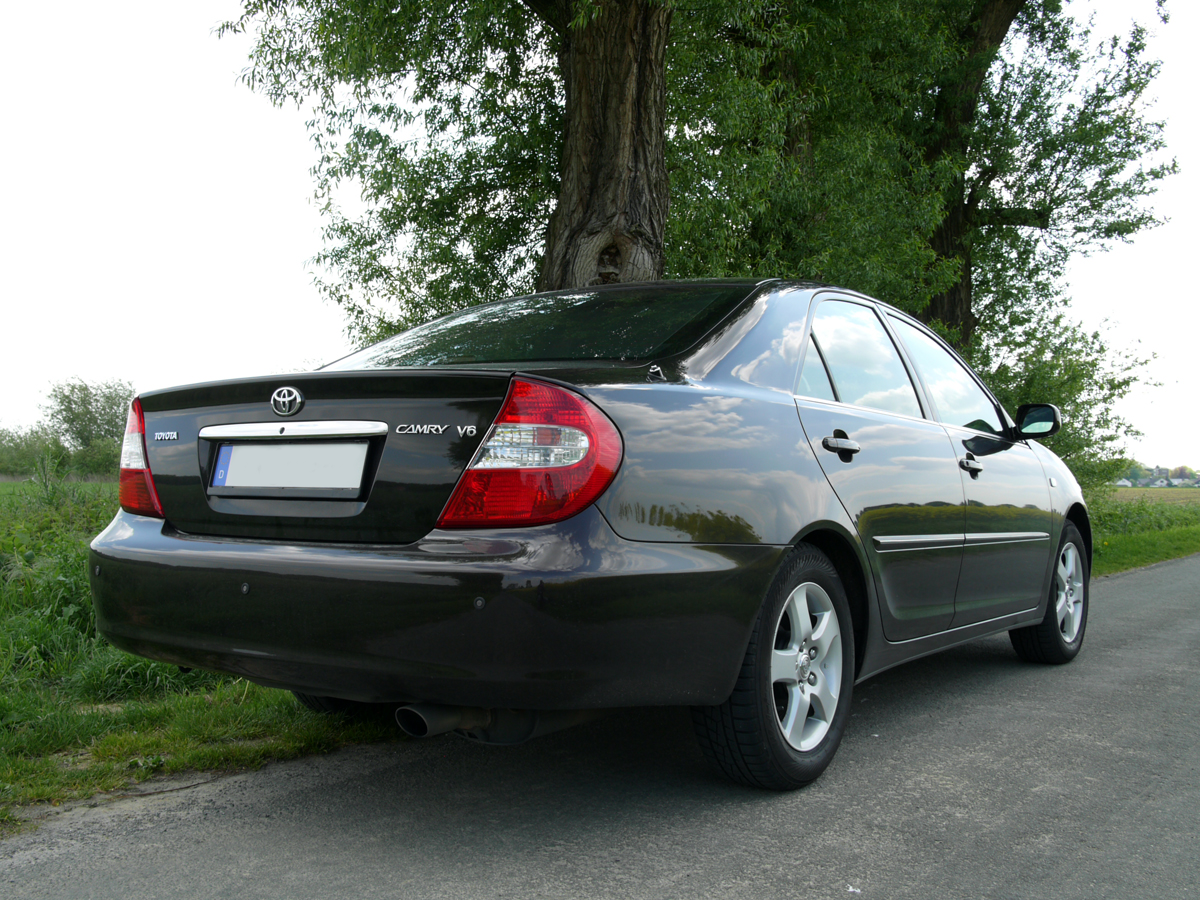
Heckansicht

Der Fahrkomfort wurde unter anderem durch längere Federwege an den optimierten Radaufhängungen und durch Maßnahmen zur Geräuschdämmung verbessert. Die Servolenkung wurde direkter abgestimmt. Für die in Deutschland verkaufte Version gab es 16-Zoll-Leichtmetall-Räder mit einer Bremsanlage, die über innenbelüftete Scheiben verfügte. Für andere Länder wurde auch eine Version mit 15-Zoll-Rädern gebaut.
Als Basismotorisierung diente in Deutschland ein 2,4-Liter-Reihenvierzylindermotor (2362 cm³ Hubraum), der den bisher eingesetzten 2,2-Liter-Motor ablöste. Er basierte auf dem Triebwerk des Toyota Previa. Der Vierventiler hatte zwei oben liegenden Nockenwellen und variable Steuerzeiten (VVT-i) sowie ein elektronisches Gaspedal (Drive-by-Wire). Die Leistung wurde mit 112 kW (152 PS) und das maximale Drehmoment von 218 Newtonmeter angegeben. Das manuelle Getriebe verfügte über fünf Gänge. Die Höchstgeschwindigkeit betrug 210 km/h, die Beschleunigung von 0 auf 100 km/h 9,4 Sekunden. Optional war auch eine Version mit einer Vierstufenautomatik erhältlich.
Als Motorisierung stand zudem ein Leichtmetall-V6 mit 2995 cm³ Hubraum zur Verfügung. Auch dieser Motor verfügte über eine elektronisch gesteuerte Drosselklappe (Drive-by-Wire). Modelle mit dieser Motorisierung besaßen eine elektronisch gesteuerte Vierstufenautomatik (4ECT-i), die Traktionskontrolle (TRC) und die Stabilitätskontrolle (VSC). Der 24-Ventiler leistete 137 kW (186 PS) bei 5300/min. Er beschleunigte in 9,1 Sekunden von 0 auf 100 km/h. Die Höchstgeschwindigkeit wurde mit 225 km/h angegeben; das Drehmoment betrug 273 Newtonmeter.
Diese Generation war bis zur Wiedereinführung der Baureihe 2019 die letzte, die in Deutschland offiziell angeboten wurde.
Motorvarianten:
- 2,4 Liter (2362 cm²) Hubraum Reihenvierzylinder mit 112 kW (152 PS), 11.2001–07.2004
- 3,0 Liter (2995 cm²) Hubraum V6 mit 137 kW (186 PS), 11.2001–07.2004

### Technische Daten
- Abmessungen: Länge 4815 mm, Breite 1795 mm, Höhe 1500 mm
- Radstand: 2720 mm
- Wendekreis: 12 m
- Kofferraumvolumen: 587 Liter
- Leergewicht: von 1465 bis 1645 kg (2.4 Schalter bis 3.0 Executive)
- Beschleunigung 0 bis 100 km/h: 9,4 s (2.4 Schalter)/10,4 s (2.4 Auto)/9,1 s (3.0 Auto)
- Verbrauch: 8,6 (2.4 Schalter)/9,7 (2.4 Auto)/11,0 (3.0 Auto) Liter Superbenzin
- Höchstgeschwindigkeit: 210 (2.4 Schalter)/200 (2.4 Auto)/225 (3.0 Auto) km/h
- Tankinhalt: 70 Liter

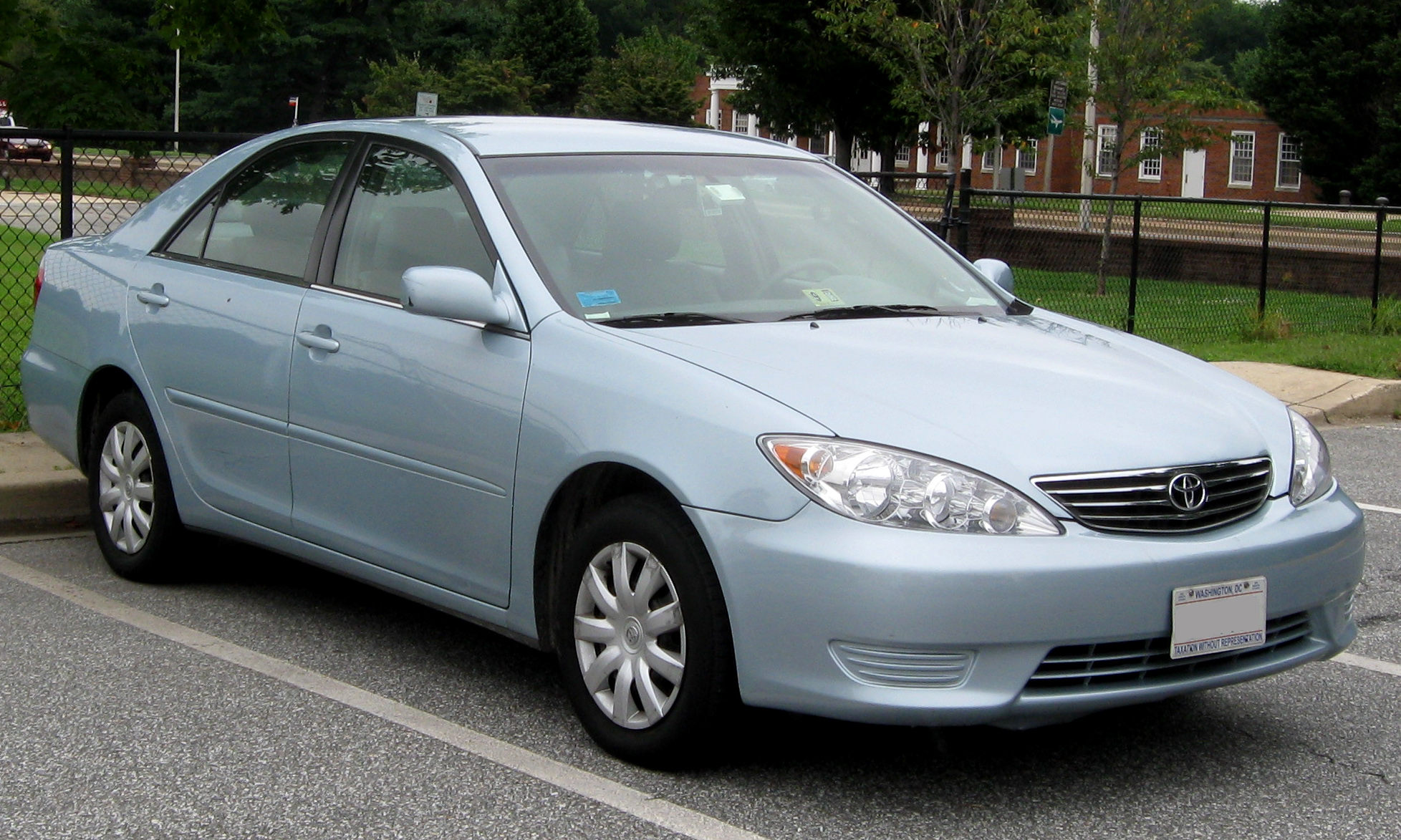
Toyota Camry (2004–2006)
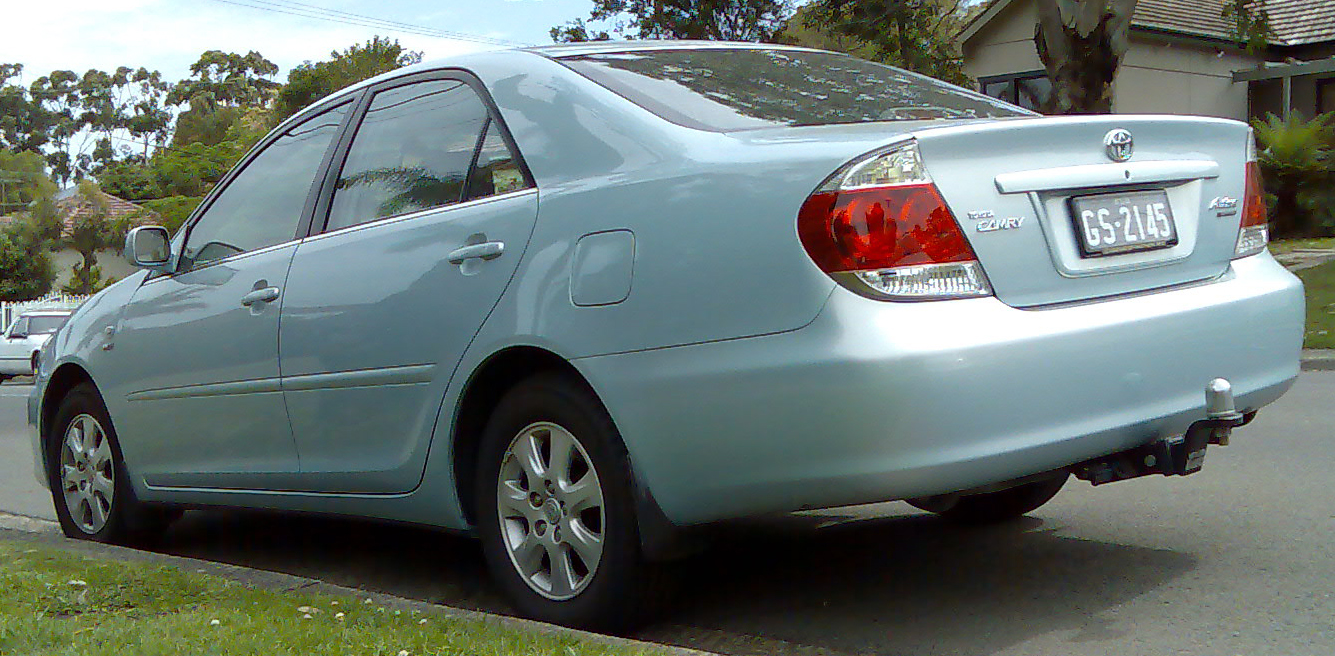
Heckansicht

## Camry (XV40, 2006–2011)
Seit Ende 2006 wurde der Camry nicht nur in Asien produziert, sondern auch in Georgetown (Kentucky).
Das Basismodell verfügte über einen Vierzylindermotor mit 2,4 Liter Hubraum, der 108 kW (147 PS) leistete. Auf dem nordamerikanischen Markt hatte die Standardausführung 2,5 l Hubraum und 127 kW (169 PS) bzw. 134 kW (179 PS). Erhältlich ab der LE-Ausstattung mit einem 3,5 Liter großen Sechszylindermotor und 200 kW (268 PS). Neu war im V6 auch eine Sechsstufenautomatik, welche die ältere Fünfstufenversion der Vierzylinderversionen ablöste.
Der Toyota Camry Hybrid wurde von der Kombination aus einem 2,4 Liter großen Vierzylinder und einem Elektroantrieb angetrieben. Die Gesamtleistung wurde mit 140 kW (187 PS) angegeben.
Neben der Sicherheitsausstattung mit ABS, ESP (nur optional) und sieben Airbags verfügte der Camry des Modelljahres 2007 auch über Satellitenradio, DVD-Navigation, Xenonlicht, LED-Rückleuchten und Bluetooth-Technologie.
Auf dem nordamerikanischen Markt war er auch weiterhin eines der meistverkauften Fahrzeuge. Allein im Jahr 2011 wurden in den USA 308.510 Fahrzeuge verkauft. Auch hiervon gab es zwischen Sommer 2004 und Mitte 2009 wieder eine Coupé- und Cabriovariante, die als Toyota Camry Solara vertrieben wurden.

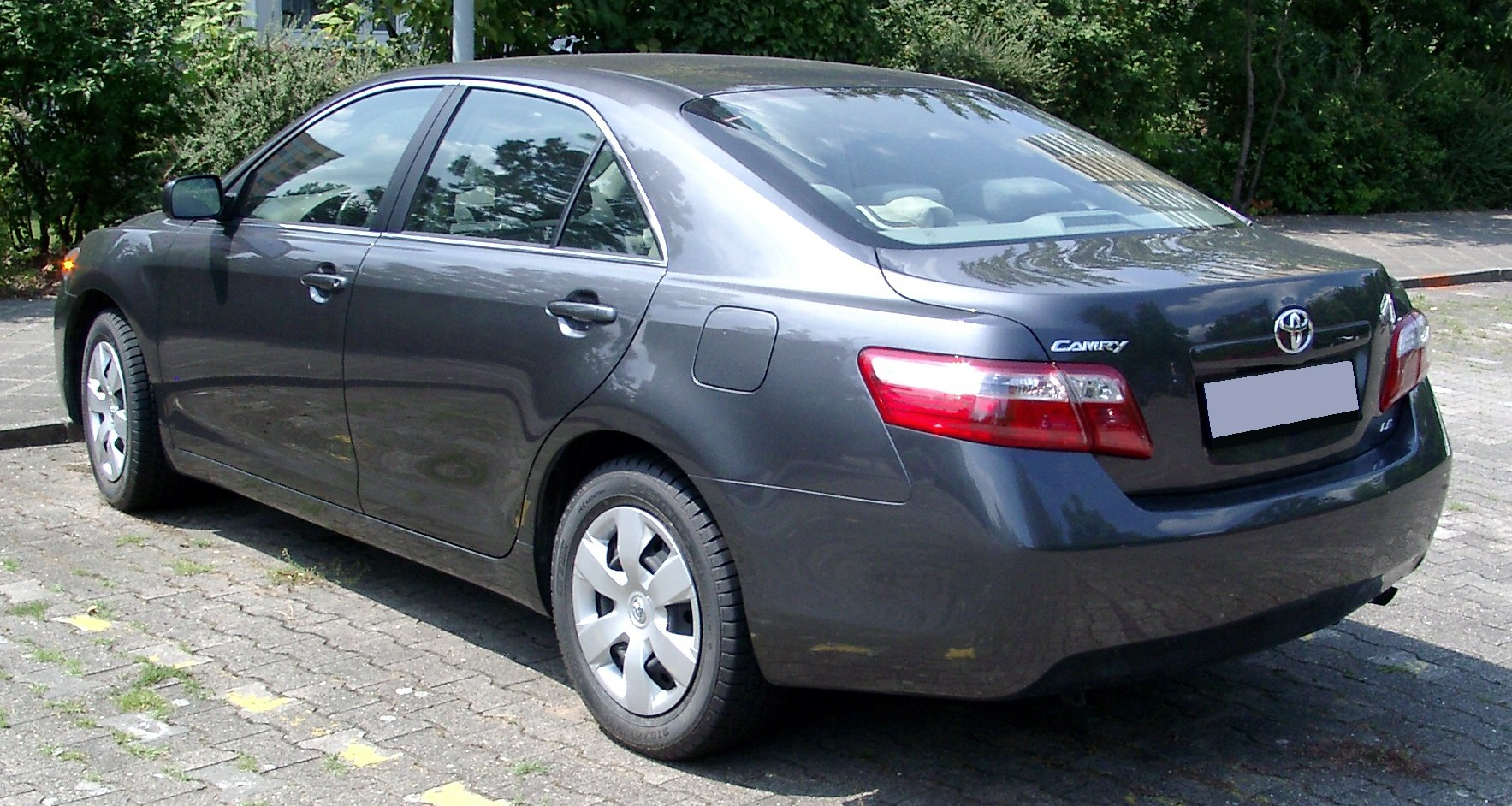
Heckansicht
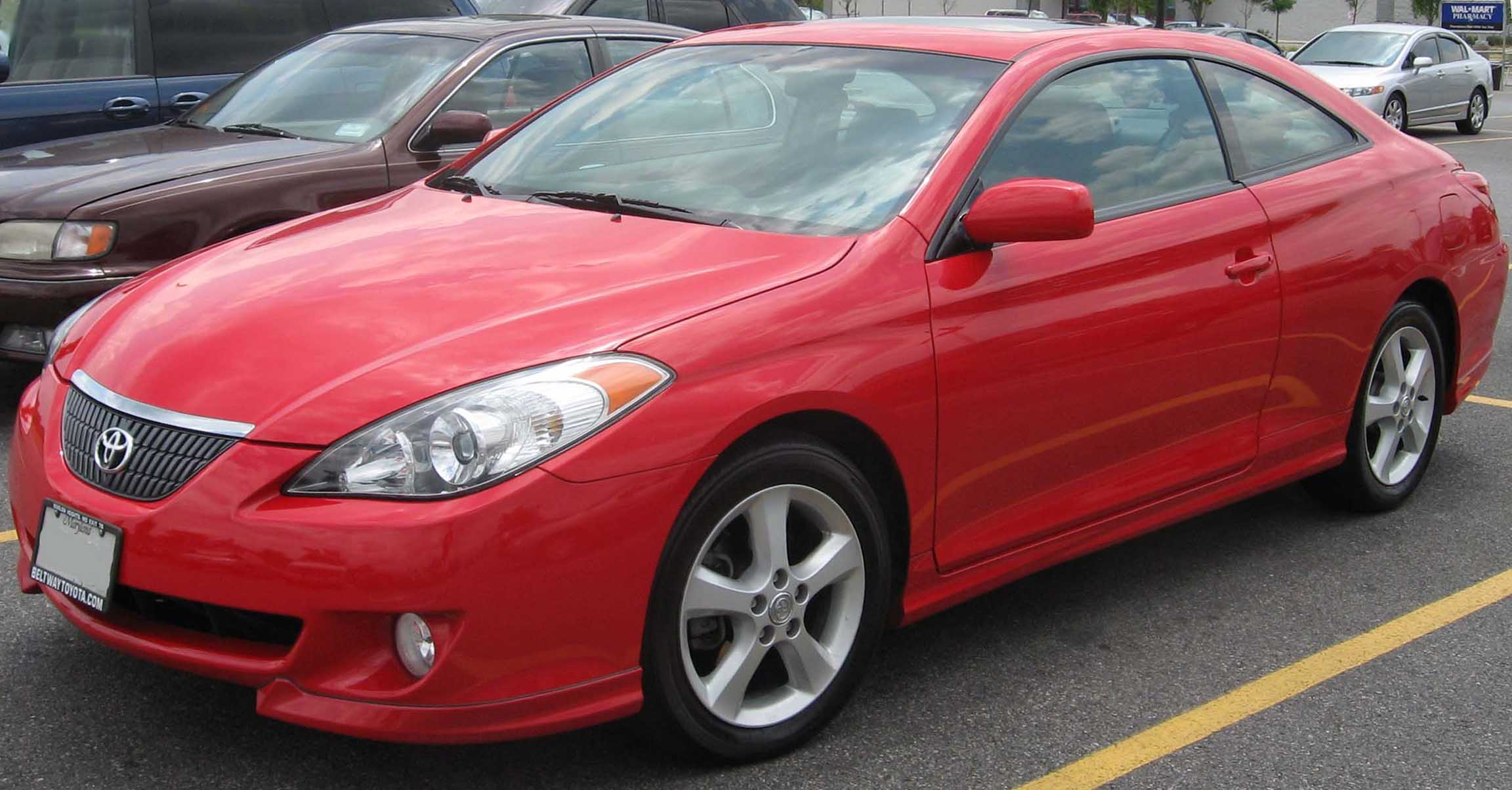
Toyota Camry Solara Coupé

## Camry (XV50, 2011–2019)
Die siebte Generation des Camry wurde im August 2011 vorgestellt und ab September desselben Jahres verkauft. Auch diese Generation wurde nicht nach Europa importiert.
Trotz Ähnlichkeiten zum Vorgängermodell ist die Karosserie neu. Auch die Motoren wurden teilweise überarbeitet, insbesondere wurde die Leistung des kleinsten Motors erhöht. Der 3,5-Liter-Motor sowie das Hybridmodell sind weiterhin an höhere Ausstattungslinien gekoppelt.
Anders als bei den Vorgängern entspricht das in Japan angebotene Modell äußerlich der Version für die anderen asiatischen Märkte und ist nur noch mit Hybridantrieb erhältlich.
In den USA ist diese Generation nicht mehr mit Schaltgetriebe erhältlich, stattdessen ist bei den Ottomotoren ein sechsstufiges Automatikgetriebe serienmäßig. Die Hybridvariante ist mit Toyotas stufenlosen Hybrid Synergy Drive ausgestattet. Ebenfalls serienmäßig sind Fahrdynamikregelung (ESP), zehn Airbags sowie diverse Komfortausstattungen.
Die 2,0-Liter-Maschine gab es nur auf dem russischen Markt.

### Technische Daten
| Modell                          | 2.0 VVT-i          | 2.0 VVT-i          | 2.0                | 2.5 Dual VVT-i     | 3.5 Dual VVT-i     | 3.5 Dual VVT-i     |
| ------------------------------- | ------------------ | ------------------ | ------------------ | ------------------ | ------------------ | ------------------ |
| Zylinderzahl                    | R4                 | R4                 | R4                 | R4                 | V6                 | V6                 |
| Hubraum (cm³)                   | 1998               | 1998               | 1998               | 2494               | 3456               | 3456               |
| Max. Leistung (kW/PS)           | 109/148 bei 6000   | 110/150 bei 6500   | 123/167 bei 6500   | 133/181 bei 6000   | 183/249 bei 6200   | 204/277 bei 6200   |
| Max. Drehmoment (Nm)            | 190 bei 4000       | 199 bei 4600       | 199 bei 4600       | 231 bei 4100       | 346 bei 4700       | 346 bei 4700       |
| Höchstgeschwindigkeit (km/h)    | 190                | 210                | 200                | 210                | 210                | 210                |
| Getriebe (Serienmäßig)          | 4-Stufen-Automatik | 6-Stufen-Automatik | 6-Stufen-Automatik | 6-Stufen-Automatik | 6-Stufen-Automatik | 6-Stufen-Automatik |
| Beschleunigung (0–100 km/h)     | 12,5 s             | 10,4 s             | 10,8 s             | 9,0 s              | 7,1 s              | 7,1 s              |
| Verbrauch kombiniert (l/100 km) | 8,3 N              | 7,2 N              | 7,1 N              | 7,8 N              | 9,3 N              | 9,3 N              |
| Tankinhalt                      | 70 l               | 70 l               | 70 l               | 70 l               | 70 l               | 70 l               |

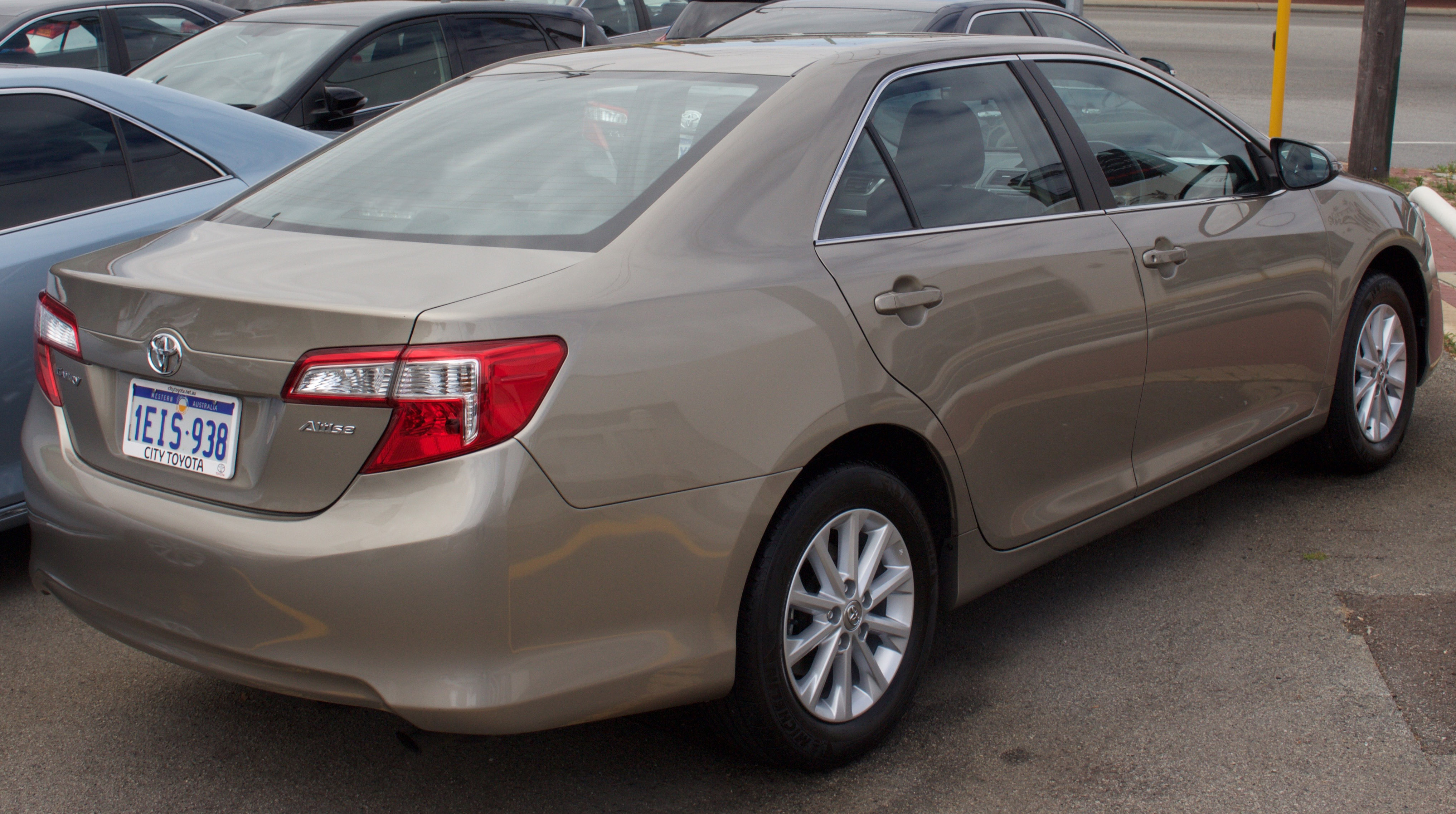
Heckansicht
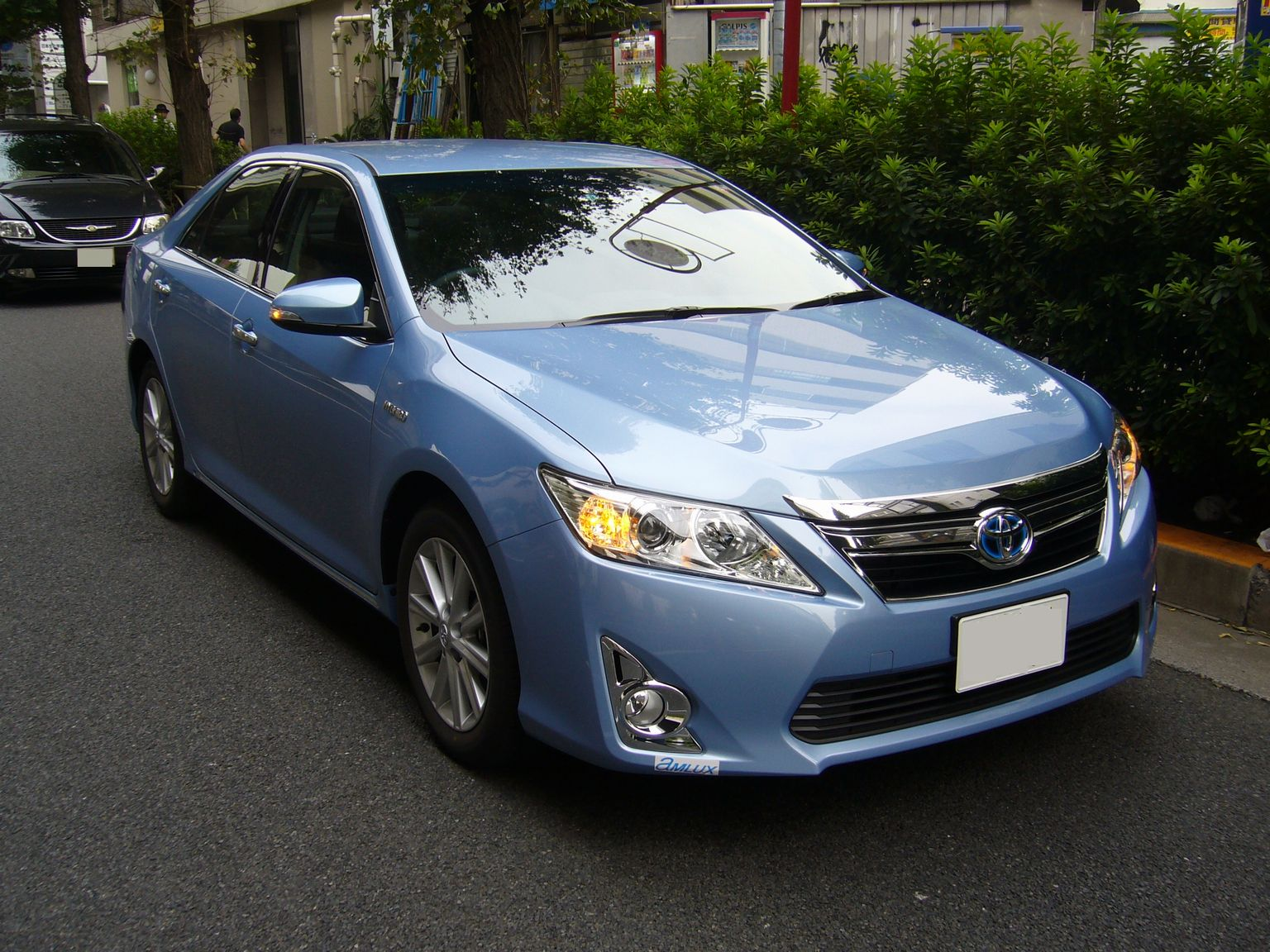
Toyota Camry Hybrid (Japan)

## Camry (XV70, 2017–2024)

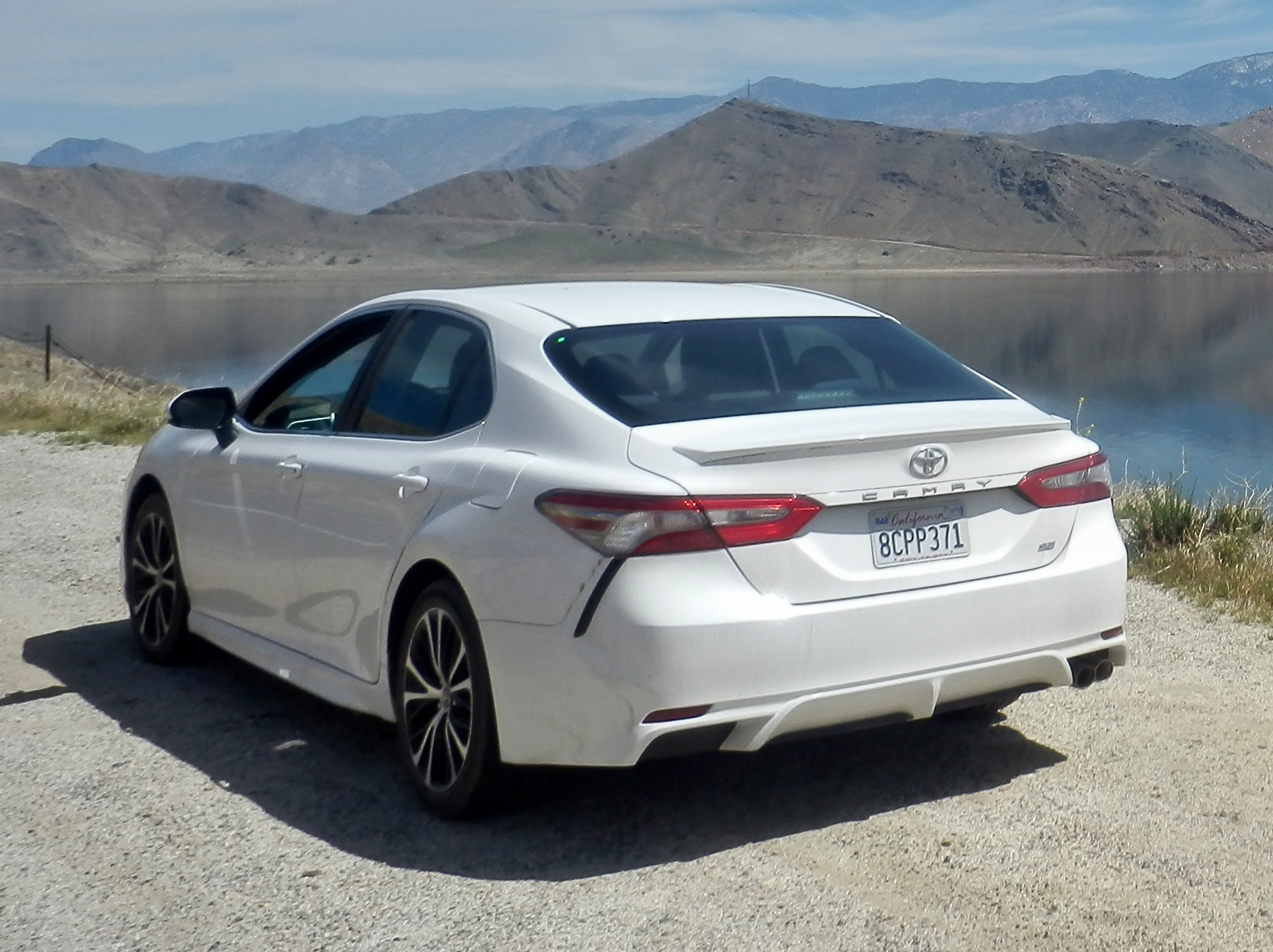
Heckansicht

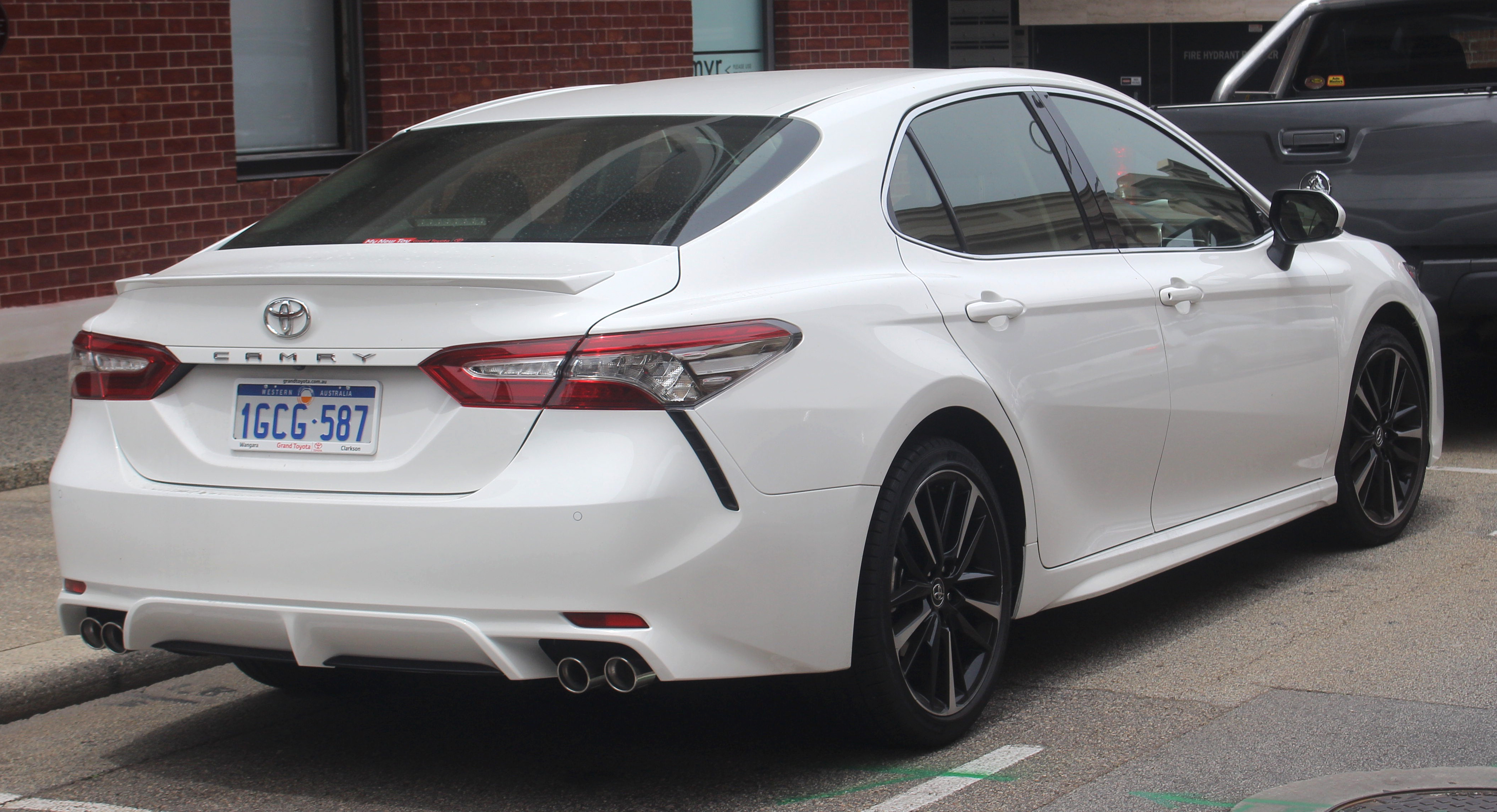
Toyota Camry SX

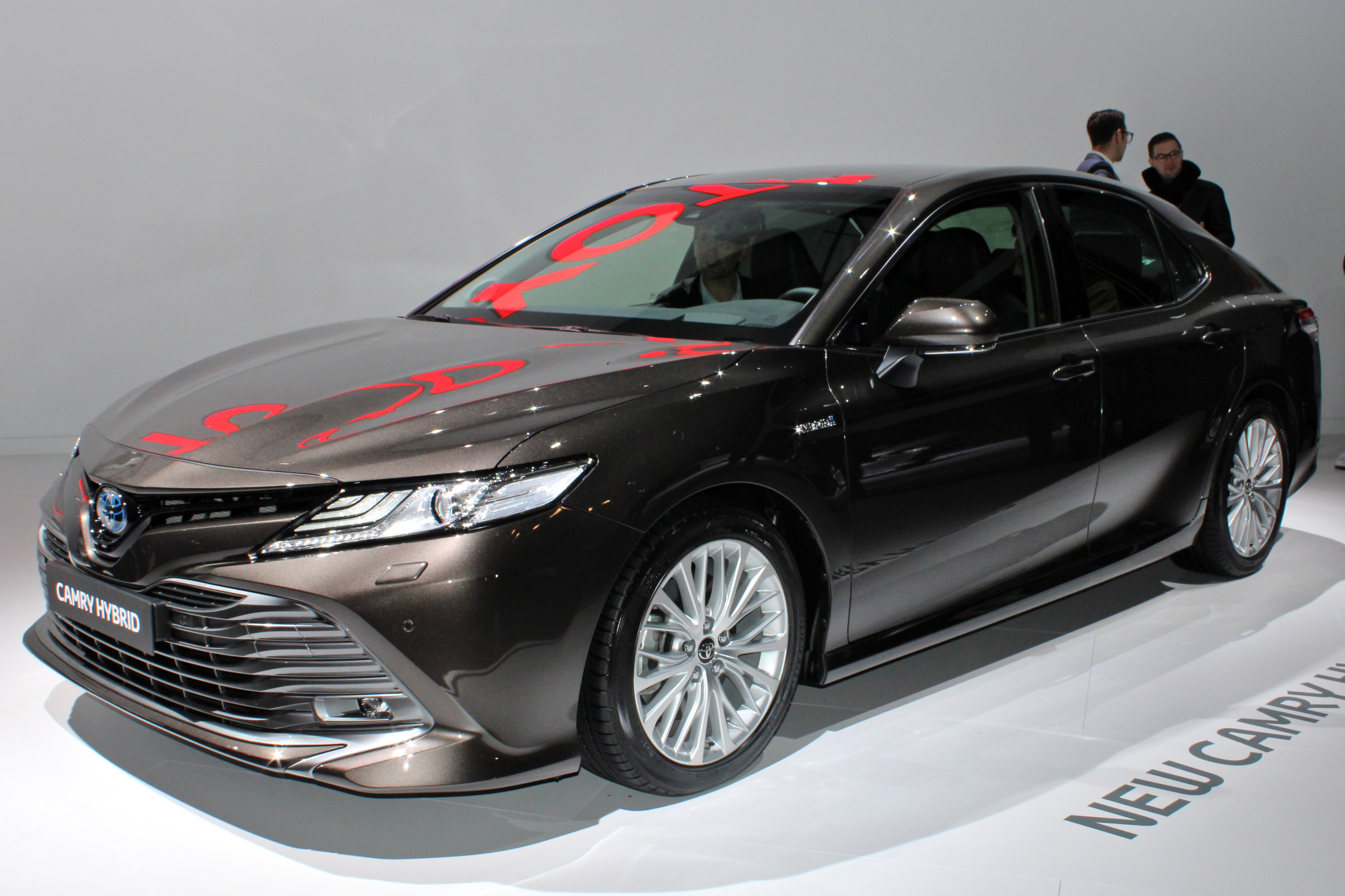
Europapremiere auf dem Pariser Autosalon 2018

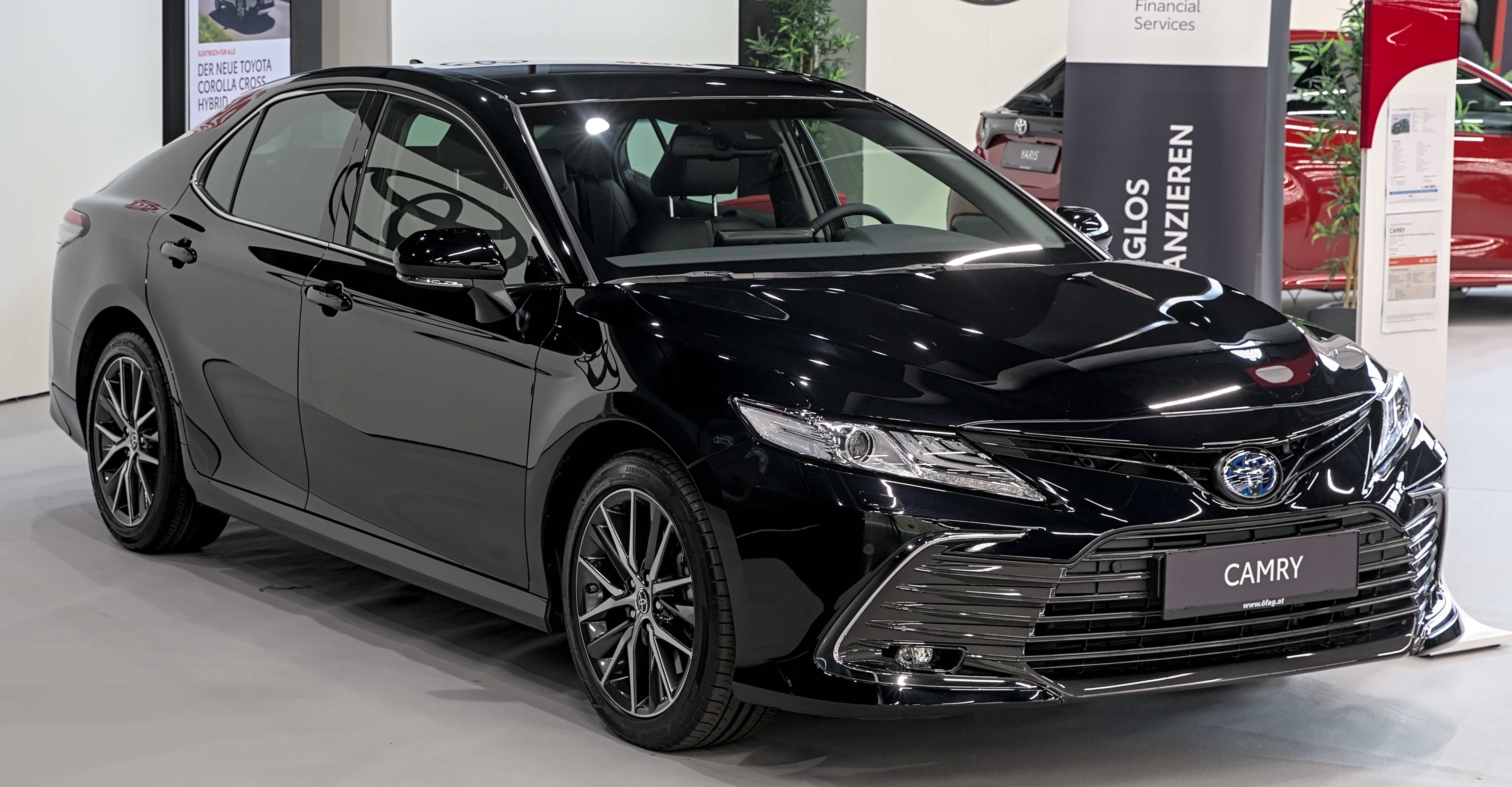
Toyota Camry (2020–2024)

Die achte Generation des Camry wurde auf der North American International Auto Show im Januar 2017 in Detroit vorgestellt. In Amerika und Japan fand die Markteinführung im Juli 2017 statt, der australische Markt folgte im November 2017. Gebaut wurde der XV70 in Georgetown, Toyota, Chachoengsao und Guangzhou. Der neue Camry baut auf der Toyota New Global Architecture (TNGA, GA-K) Plattform auf, die auch schon der Toyota C-HR nutzt.
Ab April 2019 wurde der Camry auch wieder in Europa vermarktet. Hier stand jedoch nur die Hybrid-Variante zur Verfügung. Er soll auch den 2018 eingestellten Avensis ersetzen. In Deutschland wurde die Baureihe im Herbst 2021 wegen geringer Verkaufszahlen wieder vom Markt genommen. Aus dem gleichen Grund endete im Frühjahr 2023 auch der Verkauf auf dem japanischen Heimatmarkt.
Eine überarbeitete Version des Camry wurde im November 2020 vorgestellt.
Erstmals seit 1991 wurde ab 2020 im Camry wieder Allradantrieb verbaut. Diese Variante blieb aber dem nordamerikanischen Markt vorbehalten.

### Ausstattung
Das Fahrzeug wurde in Nordamerika in fünf Ausstattungsvarianten angeboten. Diese Ausstattungslinien lassen sich unter anderem anhand verschiedener Frontgestaltungen unterscheiden.
- L
- LE
- SE
- XLE
- XSE

### Technische Daten
|                                   | 2.0 (1) (3)                | 2.5 (3)                    | 2.5 (2) (3)                | 3.5 V6 (1) (3)                | 3.5 V6 (3)                    | 2.5 Hybrid                                                                        |
| --------------------------------- | -------------------------- | -------------------------- | -------------------------- | ----------------------------- | ----------------------------- | --------------------------------------------------------------------------------- |
| Bauzeitraum                       | 04/2018–12/2023            | 11/2017–04/2024            | 07/2017–04/2024            | 11/2017–12/2023               | 07/2017–04/2024               | 07/2017–04/2024                                                                   |
| Motorkenndaten                    |                            |                            |                            |                               |                               |                                                                                   |
| Motorbauart und Zylinderanzahl    | R4-Ottomotor               | R4-Ottomotor               | R4-Ottomotor               | V6-Ottomotor                  | V6-Ottomotor                  | R4-Ottomotor + Elektromotor                                                       |
| Hubraum                           | 1998 cm³                   | 2494 cm³                   | 2494 cm³                   | 3456 cm³                      | 3456 cm³                      | 2487 cm³                                                                          |
| Leistung Verbrennungsmotor        | 110 kW (150 PS) bei 6500   | 133 kW (181 PS) bei 6000   | 151 kW (205 PS) bei 6600   | 183 kW (249 PS) bei 5000–6600 | 222 kW (302 PS) bei 5000–6600 | 131 kW (178 PS) bei 5700                                                          |
| Leistung Elektromotor             | –                          | –                          | –                          | –                             | –                             | 88 kW (120 PS)                                                                    |
| Systemleistung                    | –                          | –                          | –                          | –                             | –                             | 160 kW (218 PS)                                                                   |
| max. Drehmoment Verbrennungsmotor | 192 Nm bei 4700            | 231 Nm bei 4100            | 249 Nm bei 5000            | 356 Nm bei 4700               | 356 Nm bei 4700               | 221 Nm bei 3600–5200                                                              |
| max. Drehmoment Elektromotor      | –                          | –                          | –                          | –                             | –                             | 202 Nm                                                                            |
| Kraftübertragung                  |                            |                            |                            |                               |                               |                                                                                   |
| Antrieb, serienmäßig              | Vorderradantrieb           | Vorderradantrieb           | Vorderradantrieb           | Vorderradantrieb              | Vorderradantrieb              | Vorderradantrieb                                                                  |
| Getriebe                          | 6-Stufen-Automatikgetriebe | 6-Stufen-Automatikgetriebe | 8-Stufen-Automatikgetriebe | 8-Stufen-Automatikgetriebe    | 8-Stufen-Automatikgetriebe    | Hybrid_Synergy_Drive (Planeten-Überlagerungsgetriebe und 2 elektrische Maschinen) |
| Messwerte                         |                            |                            |                            |                               |                               |                                                                                   |
| Höchstgeschwindigkeit             | 210 km/h                   | 210 km/h                   | k. A.                      | 220 km/h                      | 220 km/h                      | 180 km/h                                                                          |
| Beschleunigung 0–100 km/h         | 11,0 s                     | 9,9 s                      | k. A.                      | 7,7 s                         | 6,9 s                         | 8,3 s                                                                             |
| Kraftstoffverbrauch auf 100 km    | 7,1 l Super                | 8,3 l Super                | k. A.                      | 8,7 l Super                   | 8,7 l Super                   | 4,3–4,4 l Super                                                                   |
| Tankinhalt                        | 60 l                       | 60 l                       | 60 l                       | 60 l                          | 60 l                          | 50 l                                                                              |

### Zulassungszahlen in Deutschland
Zwischen 2019 und 2024 wurden in der Bundesrepublik Deutschland insgesamt 1.705 Toyota Camry XV70 neu zugelassen. 47 davon waren nicht hybridisiert. Mit 647 Einheiten war 2019 das erfolgreichste Verkaufsjahr. 2024 können sich die Zahlen schon mit dem Nachfolgemodell vermischt haben, da das KBA nicht zwischen den Modellgenerationen trennt.
| 647 \| \| |
|           |

|  |

| 647 \| \| |
|           |

|  |

| 1 \| \| |
|         |

|  |

| 544 \| \| |
|           |

|  |

| 1 \| \| |
|         |

|  |

| 544 \| \| |
|           |

|  |

| 1 \| \| |
|         |

|  |

| 261 \| \| |
|           |

|  |

| 1 \| \| |
|         |

|  |

| 261 \| \| |
|           |

|  |

| 1 \| \| |
|         |

|  |

| 135 \| \| |
|           |

|  |

| 1 \| \| |
|         |

|  |

| 135 \| \| |
|           |

|  |

| 27 \| \| |
|          |

|  |

| 40 \| \| |
|          |

|  |

| 27 \| \| |
|          |

|  |

| 40 \| \| |
|          |

|  |

| 17 \| \| |
|          |

|  |

| 31 \| \| |
|          |

|  |

| 17 \| \| |
|          |

|  |

| 31 \| \| |
|          |

|  |

| 647 \| \| |
|           |

|  |

| 647 \| \| |
|           |

|  |

| 1 \| \| |
|         |

|  |

| 544 \| \| |
|           |

|  |

| 1 \| \| |
|         |

|  |

| 544 \| \| |
|           |

|  |

| 1 \| \| |
|         |

|  |

| 261 \| \| |
|           |

|  |

| 1 \| \| |
|         |

|  |

| 261 \| \| |
|           |

|  |

| 1 \| \| |
|         |

|  |

| 135 \| \| |
|           |

|  |

| 1 \| \| |
|         |

|  |

| 135 \| \| |
|           |

|  |

| 27 \| \| |
|          |

|  |

| 40 \| \| |
|          |

|  |

| 27 \| \| |
|          |

|  |

| 40 \| \| |
|          |

|  |

| 17 \| \| |
|          |

|  |

| 31 \| \| |
|          |

|  |

| 17 \| \| |
|          |

|  |

| 31 \| \| |
|          |

|  |

| 647 \| \| |
|           |

|  |

| 647 \| \| |
|           |

|  |

| 1 \| \| |
|         |

|  |

| 544 \| \| |
|           |

|  |

| 1 \| \| |
|         |

|  |

| 544 \| \| |
|           |

|  |

| 1 \| \| |
|         |

|  |

| 261 \| \| |
|           |

|  |

| 1 \| \| |
|         |

|  |

| 261 \| \| |
|           |

|  |

| 1 \| \| |
|         |

|  |

| 135 \| \| |
|           |

|  |

| 1 \| \| |
|         |

|  |

| 135 \| \| |
|           |

|  |

| 27 \| \| |
|          |

|  |

| 40 \| \| |
|          |

|  |

| 27 \| \| |
|          |

|  |

| 40 \| \| |
|          |

|  |

| 17 \| \| |
|          |

|  |

| 31 \| \| |
|          |

|  |

| 17 \| \| |
|          |

|  |

| 31 \| \| |
|          |

|  |

| 647 \| \| |
|           |

|  |

| 647 \| \| |
|           |

|  |

| 1 \| \| |
|         |

|  |

| 544 \| \| |
|           |

|  |

| 1 \| \| |
|         |

|  |

| 544 \| \| |
|           |

|  |

| 1 \| \| |
|         |

|  |

| 261 \| \| |
|           |

|  |

| 1 \| \| |
|         |

|  |

| 261 \| \| |
|           |

|  |

| 1 \| \| |
|         |

|  |

| 135 \| \| |
|           |

|  |

| 1 \| \| |
|         |

|  |

| 135 \| \| |
|           |

|  |

| 27 \| \| |
|          |

|  |

| 40 \| \| |
|          |

|  |

| 27 \| \| |
|          |

|  |

| 40 \| \| |
|          |

|  |

| 17 \| \| |
|          |

|  |

| 31 \| \| |
|          |

|  |

| 17 \| \| |
|          |

|  |

| 31 \| \| |
|          |

|  |

|  | Benziner (47) |

|  | Benziner (47) |

|  | Benzin-Hybrid (1.658) |

|  | Benzin-Hybrid (1.658) |

## Camry (XV80, seit 2024)

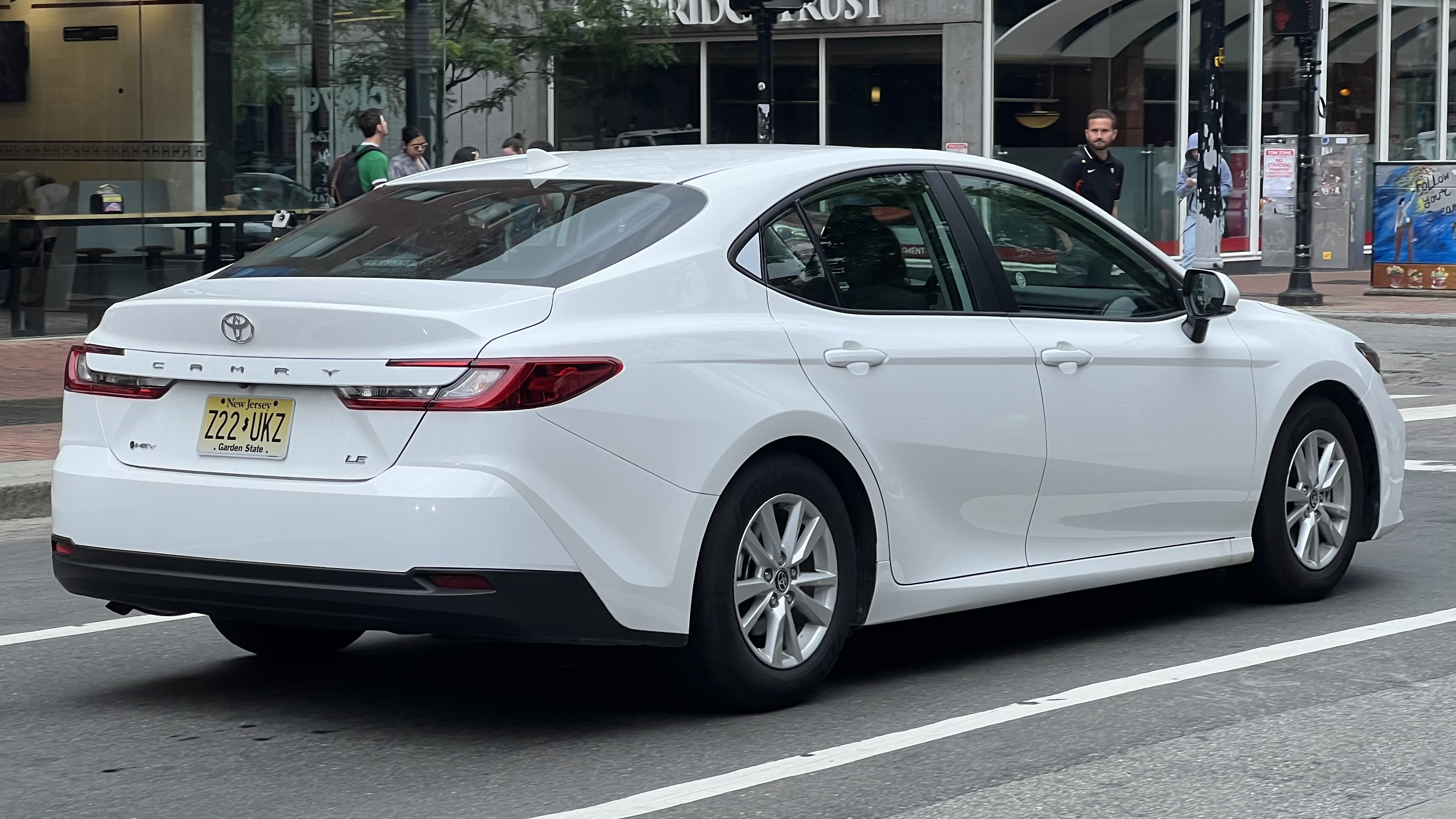
Heckansicht

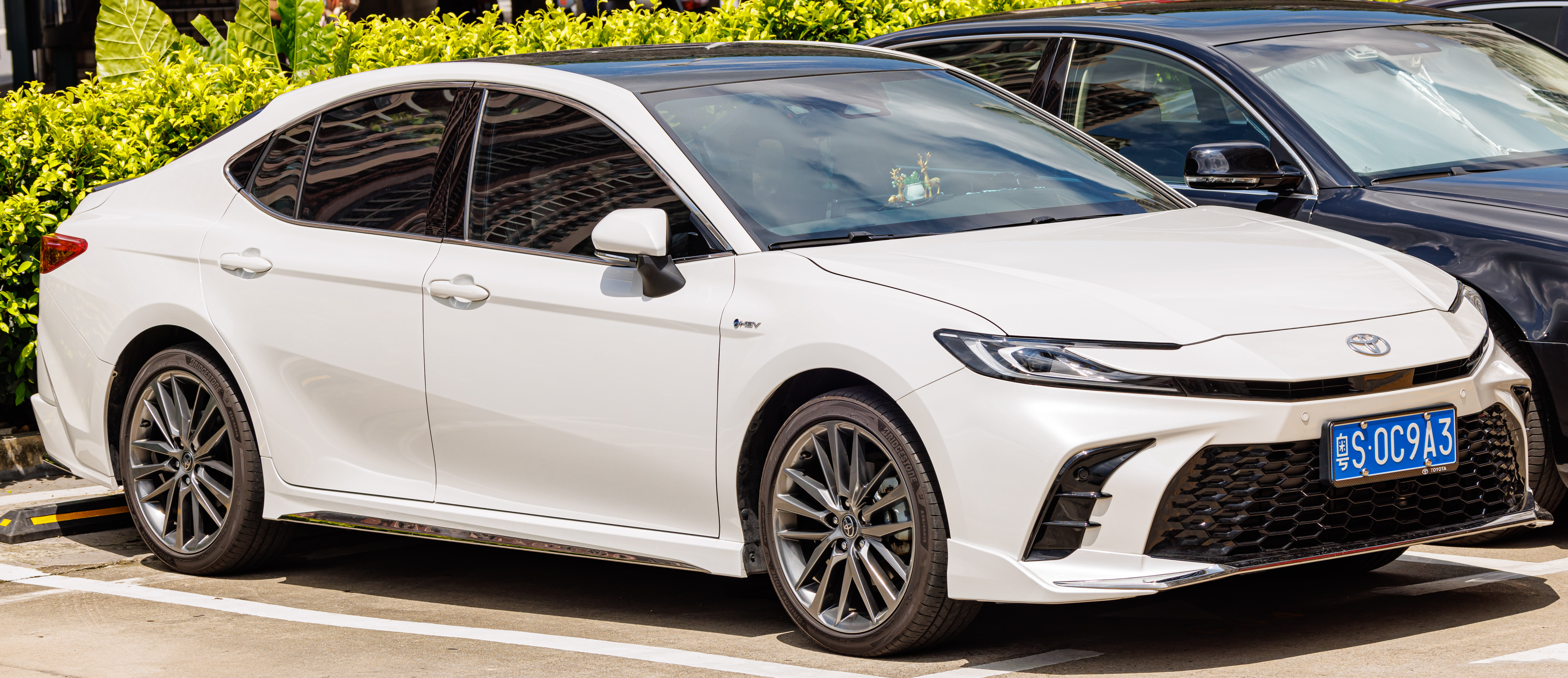
Toyota Camry SE (seit 2024, China)

Die neunte Generation des Camry wurde im November 2023 auf der LA Auto Show vorgestellt. Die chinesische Version, die sich insbesondere im Frontbereich von der globalen Version unterscheidet, wurde kurz darauf präsentiert. Seit April 2024 wird der Camry in Nordamerika verkauft. In Osteuropa kam er im Juni 2024 und in Australien im September 2024 in den Handel. Auf dem chinesischen Markt wird die Baureihe bereits seit März 2023 angeboten.
Technisch ist der Camry XV80 eine Weiterentwicklung des Vorgängermodells. Fortan ist die Baureihe auch in Nordamerika nur noch mit Hybrid-Antrieb erhältlich. Lediglich in China und arabischen Märkten ist noch ein klassischer Verbrennungsmotor im Angebot.

### Technische Daten
|                                       | 2.0 (4)                  | 2.5 (5)                    | 2.0 Hybrid (4)                  | 2.5 Hybrid                      |
| ------------------------------------- | ------------------------ | -------------------------- | ------------------------------- | ------------------------------- |
| Bauzeitraum                           | seit 03/2024             | seit 08/2024               | seit 03/2024                    | seit 04/2024                    |
| Motorkenndaten                        |                          |                            |                                 |                                 |
| Motorbauart und Zylinderanzahl        | R4-Ottomotor             | R4-Ottomotor               | R4-Ottomotor + 2 Elektromotoren | R4-Ottomotor + 2 Elektromotoren |
| Hubraum                               | 1987 cm³                 | 2487 cm³                   | 1987 cm³                        | 2487 cm³                        |
| Leistung Verbrennungsmotor            | 127 kW (173 PS) bei 6600 | 150 kW (204 PS) bei 6600   | 112 kW (152 PS) bei 6000        | 137 kW (186 PS) bei 6000        |
| Leistung Elektromotoren               | –                        | –                          | 83 kW (113 PS)                  | 100 kW (136 PS)                 |
| Systemleistung                        | –                        | –                          | 145 kW (197 PS)                 | 169 kW (230 PS)                 |
| max. Drehmoment Verbrennungsmotor     | 206 Nm bei 4600–5000     | 240 Nm bei 4000–5000       | 188 Nm bei 4400–5200            | 221 Nm bei 3200–5200            |
| max. Drehmoment Elektromotoren        | –                        | –                          | 206 Nm                          | 208 Nm                          |
| Kraftübertragung                      |                          |                            |                                 |                                 |
| Antrieb, serienmäßig                  | Vorderradantrieb         | Vorderradantrieb           | Vorderradantrieb                | Vorderradantrieb                |
| Antrieb, optional                     | –                        | –                          | –                               | Allradantrieb (5)               |
| Getriebe                              | Stufenloses Getriebe     | 8-Stufen-Automatikgetriebe | Stufenloses Getriebe            | Stufenloses Getriebe            |
| Messwerte                             |                          |                            |                                 |                                 |
| Höchstgeschwindigkeit                 | 205 km/h                 | 210 km/h                   | 180 km/h                        | 180 km/h                        |
| Beschleunigung 0–100 km/h             | k. A.                    | 8,9 s                      | k. A.                           | 7,9 s                           |
| Kraftstoffverbrauch auf 100 km (WLTP) | k. A.                    | 6,5 l Super                | k. A.                           | 5,1–5,4 l Super                 |
| Kraftstoffverbrauch auf 100 km (CLTC) | 5,8–6,1 l Super          | k. A.                      | 4,2–4,5 l Super                 | 4,6 l Super                     |
| CO2-Emissionen (WLTP)                 | k. A.                    | 147 g/km                   | k. A.                           | 117–126 g/km                    |
| Tankinhalt                            | 60 l                     | 60 l                       | 50 l                            | 50 l                            |